# Melodifestivalen 2019

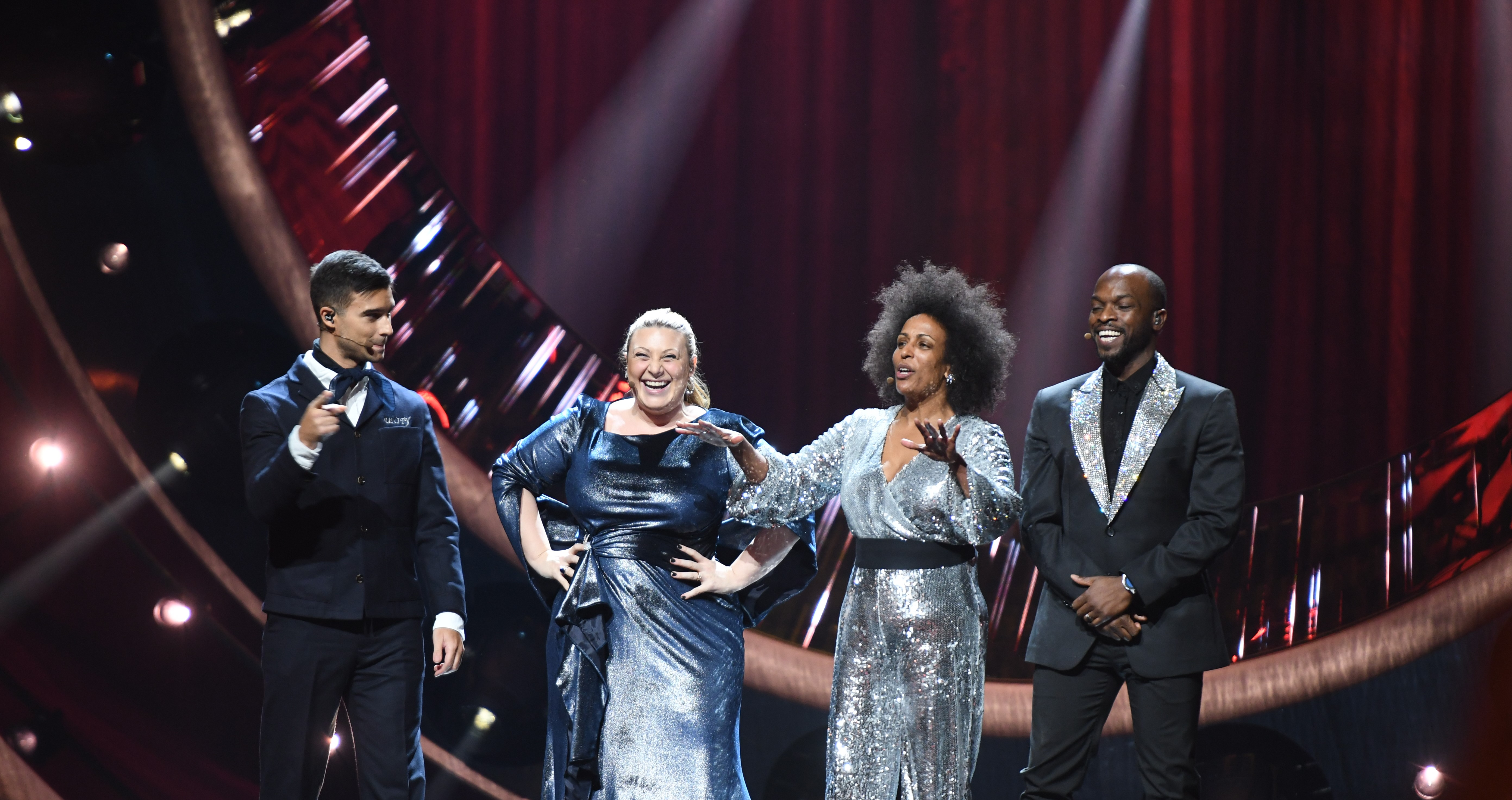
2019 års programledare: Eric Saade, Sarah Dawn Finer, Marika Carlsson och Kodjo Akolor.

Melodifestivalen 2019 var den 59:e upplagan av Melodifestivalen, som är Sveriges uttagning till Eurovision Song Contest. Vinnaren blev John Lundvik med låten Too Late for Love som fick representera Sverige i Eurovision Song Contest 2019, som ägde rum i Tel Aviv i Israel i maj 2019.
Tävlingen utgjordes av en turné runt om i Sverige som omfattade fyra deltävlingar och ett uppsamlingsheat innan en final ägde rum i Friends Arena den 9 mars 2019. Programledare för 2019 års tävling var Sarah Dawn Finer, Kodjo Akolor, Marika Carlsson och Eric Saade. Samtliga tävlande presenterades vid en presskonferens den 27 november 2018. Den 11 januari 2019 presenterades startordningen för de tävlande bidragen.

## Tävlingsupplägg
Melodifestivalen genomfördes med deltävlingar på olika håll i Sverige innan en final arrangerades. I deltävlingarna tävlade totalt 28 bidrag. TV-tittarna hade all makt gällande röstningen i de första fem programmen. Från deltävlingarna kom bidragen som hamnade på första och andra plats, totalt 8 bidrag, att gå direkt till final, medan bidragen på tredje och fjärde plats gick till uppsamlingsheatet Andra chansen, där ytterligare 4 bidrag gick vidare till finalen. I finalen delade sedan TV-tittarna på makten med internationella jurygrupper om vem som skall vinna tävlingen och därmed bli Sveriges representant i Eurovision Song Contest 2019.
Röstningssystemet förändrades inför årets tävling; tittarna delades in i åtta tittargrupper, sju kopplade till appen och åldersgrupp och en kopplad till telefonröstning. I varje tittargrupp delades poängen 1, 2, 4, 6, 8, 10 och 12 ut i deltävlingarna, och de bidrag med flest poäng tog sig vidare i tävlingen. Detta system motiverades genom att det resultatet skulle bli mer representativt för hela befolkningen, istället för att de yngre tittarna skulle ges all makt. I Andra chansen tilldelades det bidrag som i varje duell fick flest röster i varje tittargrupp 1 poäng; skulle två bidrag landa på samma poäng avgör det totala antalet röster vilket som går vidare. I finalen delades poängen 1-8, 10 och 12 ut till bidragen i respektive tittargrupp, och antalet internationella jurygrupper minskades från 11 till 8, för att bli lika med antalet tittargrupper.

### Återkommande artister till startfälten
Nedan listas namnen på de artister som tävlat tidigare år i festivalen.
| Artist                        | Tidigare år (med placering) (Melodifestivalen) | Tidigare år (med placering) (ESC) |
| ----------------------------- | --- | --------------------------------- |
| Andreas Johnson               | 2006 (3:a final) 2007 (2:a final) 2008 (3:a DF, 5:a AC) 2010 (6:a final) 2012 (3:a DF, 7:a AC) 2015 (7:a DF)                                        | –                                 |
| Anis Don Demina               | 20181(4:a final) | -                                 |
| Anna Bergendahl               | 2010 (1:a final) | 2010 (11:a SF)                    |
| Ann-Louise Hanson             | 1963 (oplac., oplac.) 1966 (4:a) 1967 (7:a, 10:a) 1969 (4:a) 1973 (4:a) 1974 (8:a) 1975 (6:a) 1982 (5:a) 1983 (5:a) 2002 (6:a DF) 2004 (10:a final) | –                                 |
| Anton Hagman                  | 2017 (10:a final) | –                                 |
| Arja Saijonmaa                | 1987 (2:a) 2005 (8:a DF) | –                                 |
| Arvingarna                    | 1993 (1:a) 1995 (6:a) 1999 (3:a) 2002 (6:a DF) | 1993 (7:a final)                  |
| Dolly Style                   | 2015 (3:a DF, 6:a AC) 2016 (4:a DF, 7:a AC) | –                                 |
| Jan Malmsjö                   | 1969 (2:a final) | –                                 |
| John Lundvik                  | 2018 (3:a final) | –                                 |
| Jon Henrik Fjällgren          | 2015 (2:a final) 2017 (3:a final) | –                                 |
| Liamoo                        | 2018 (6:a final) | –                                 |
| Lina Hedlund                  | 2002 (9:a final) 2003 (4:a DF, 4:a TV) 2009 (5:a final) 2010 (4:a DF, 5:a AC) 2014 (3:a final)                                                      | –                                 |
| Lisa Ajax                     | 2016 (7:a final) 2017 (9:a final) | –                                 |
| Margaret                      | 2018 (7:a final) | –                                 |
| Martin Stenmarck              | 2005 (1:a final) 2014 (3:a DF, 4:a AC) 2016 (6:a DF)                                                                                                | 2005 (19:e final)                 |
| Mia Stegmar Del av Pagan Fury | 2004 (7:a DF) | –                                 |
| Mohombi                       | 2005 (6:a DF) | –                                 |
| Nano                          | 2017 (2:a final) | –                                 |
| Omar Rudberg                  | 2017 (11:a final) | –                                 |
| Oscar Enestad                 | 2017 (11:a final) | –                                 |
| Wiktoria                      | 2016 (4:a final) 2017 (6:a final) | –                                 |

1 2018 deltog Anis Don Domina som saxofonist i bidraget som framfördes av Samir & Viktor.

## Datum och händelser
- 2 februari 2019 – Deltävling 1, Scandinavium, Göteborg
- 9 februari 2019 – Deltävling 2, Malmö Arena, Malmö
- 16 februari 2019 – Deltävling 3, Tegera Arena, Leksand
- 23 februari 2019 – Deltävling 4, Sparbanken Lidköping Arena, Lidköping
- 2 mars 2019 – Andra Chansen, Nyköpings Arenor, Rosvalla, Nyköping
- 9 mars 2019 – Final, Friends Arena, Solna

## Deltävlingarna

### Deltävling 1: Göteborg
Deltävlingen sändes från Scandinavium i Göteborg den 2 februari 2019. Bidragen presenteras enligt startordningen.
| Nr | Artist                      | Bidrag             | Text (t) & Musik (m)                                                                                  |
| -- | --------------------------- | ------------------ | --- |
| 1  | Nano                        | Chasing Rivers     | Lise Cabble (tm), Linnea Deb (tm), Joy Deb (tm), Thomas G:son (tm), Nano Omar (tm)                    |
| 2  | High15                      | No Drama           | Linnea Deb (tm), Joy Deb (tm), Kate Tizzard (tm)                                                      |
| 3  | Wiktoria                    | Not With Me        | Linnea Deb (tm), Joy Deb (tm), Wiktoria Johansson (tm)                                                |
| 4  | Zeana feat. Anis Don Demina | Mina bränder       | Thomas G:son (tm), Jimmy Jansson (tm), Anis Don Demina (tm), Pa Moudou Badjie (tm), Robin Svensk (tm) |
| 5  | Arja Saijonmaa              | Mina fyra årstider | Göran Sparrdal (tm), Ari Lehtonen (tm), Arja Saijonmaa (tm)                                           |
| 6  | Mohombi                     | Hello              | Alexandru Florin Cotoi (tm), Thomas G:son (tm), Mohombi Moupondo (tm), Linnea Deb (tm)                |
| 7  | Anna Bergendahl             | Ashes to Ashes     | Thomas G:son (tm), Bobby Ljunggren (tm), Erik Bernholm (tm), Anna Bergendahl (tm)                     |

#### Röstningssiffror
| Nr | Bidrag             | Tittarröster | 3-9 | 10-15 | 16-29 | 30-44 | 45-59 | 60-74 | 75+ | Telefon | Totalt | Plac. | Anmärkning    |
| -- | ------------------ | ------------ | --- | ----- | ----- | ----- | ----- | ----- | --- | ------- | ------ | ----- | ------------- |
| 1  | Chasing Rivers     | 1 096 662    | 4   | 8     | 8     | 6     | 6     | 6     | 10  | 6       | 54     | 4     | Andra chansen |
| 2  | No Drama           | 814 839      | 6   | 4     | 2     | 2     | 2     | 1     | 1   | 1       | 19     | 6     | Utslagen      |
| 3  | Not With Me        | 1 431 954    | 12  | 12    | 12    | 12    | 10    | 10    | 12  | 10      | 90     | 1     | Till final    |
| 4  | Mina bränder       | 980 354      | 10  | 6     | 6     | 4     | 4     | 2     | 4   | 2       | 38     | 5     | Utslagen      |
| 5  | Mina fyra årstider | 507 727      | 1   | 1     | 1     | 1     | 1     | 4     | 2   | 4       | 15     | 7     | Utslagen      |
| 6  | Hello              | 1 218 685    | 8   | 10    | 10    | 10    | 8     | 8     | 6   | 8       | 68     | 2     | Till final    |
| 7  | Ashes to Ashes     | 1 108 102    | 2   | 2     | 4     | 8     | 12    | 12    | 8   | 12      | 60     | 3     | Andra chansen |

- Telefon- och applikationsröster: 7 158 323 röster[8]
- Till Radiohjälpen: 573 040 kronor[8]
- TV-tittare: 3 141 000 tittare[9]
- Sammanlagt antal röstande: 498 976 enheter[10]

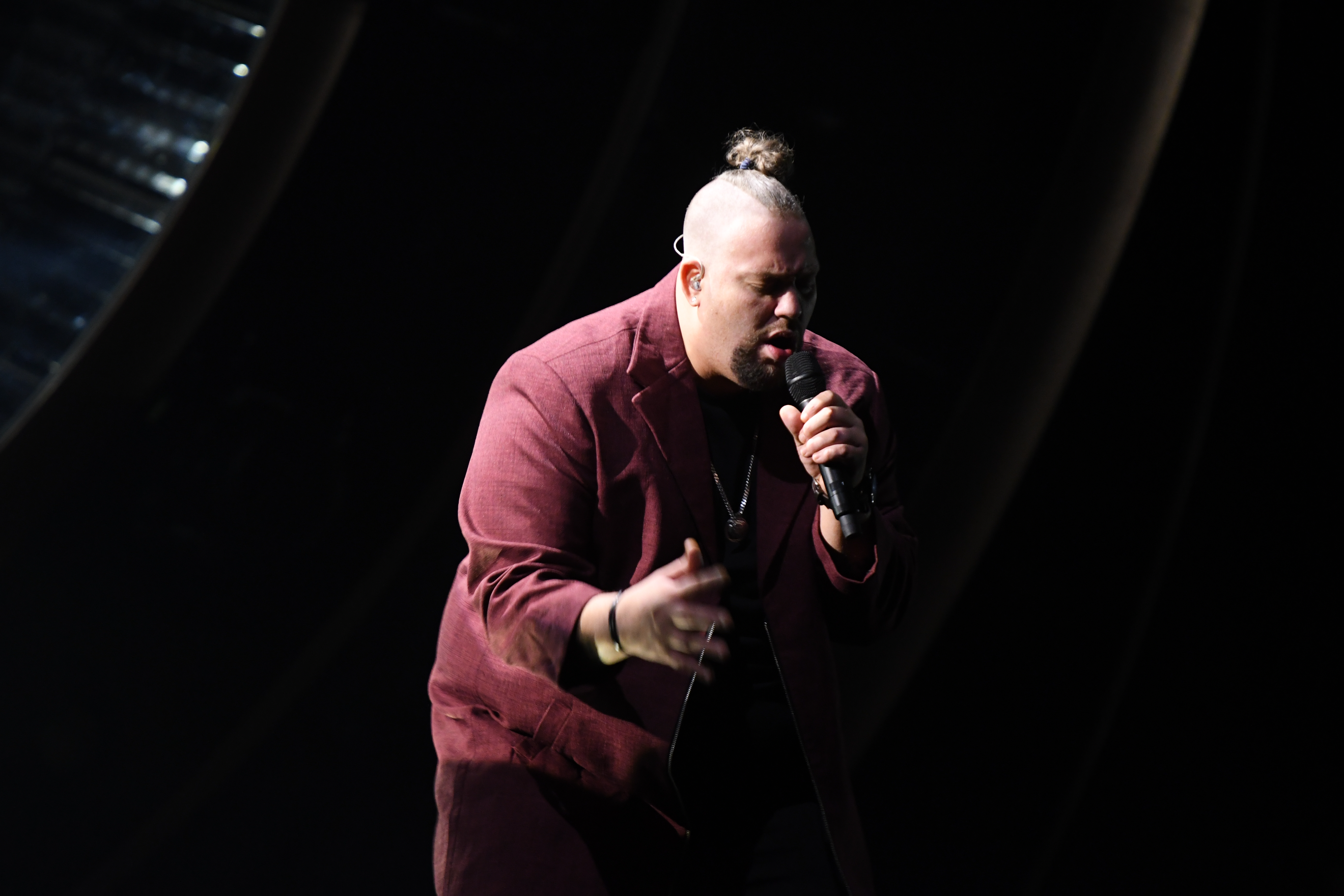
Nano - Chasing rivers
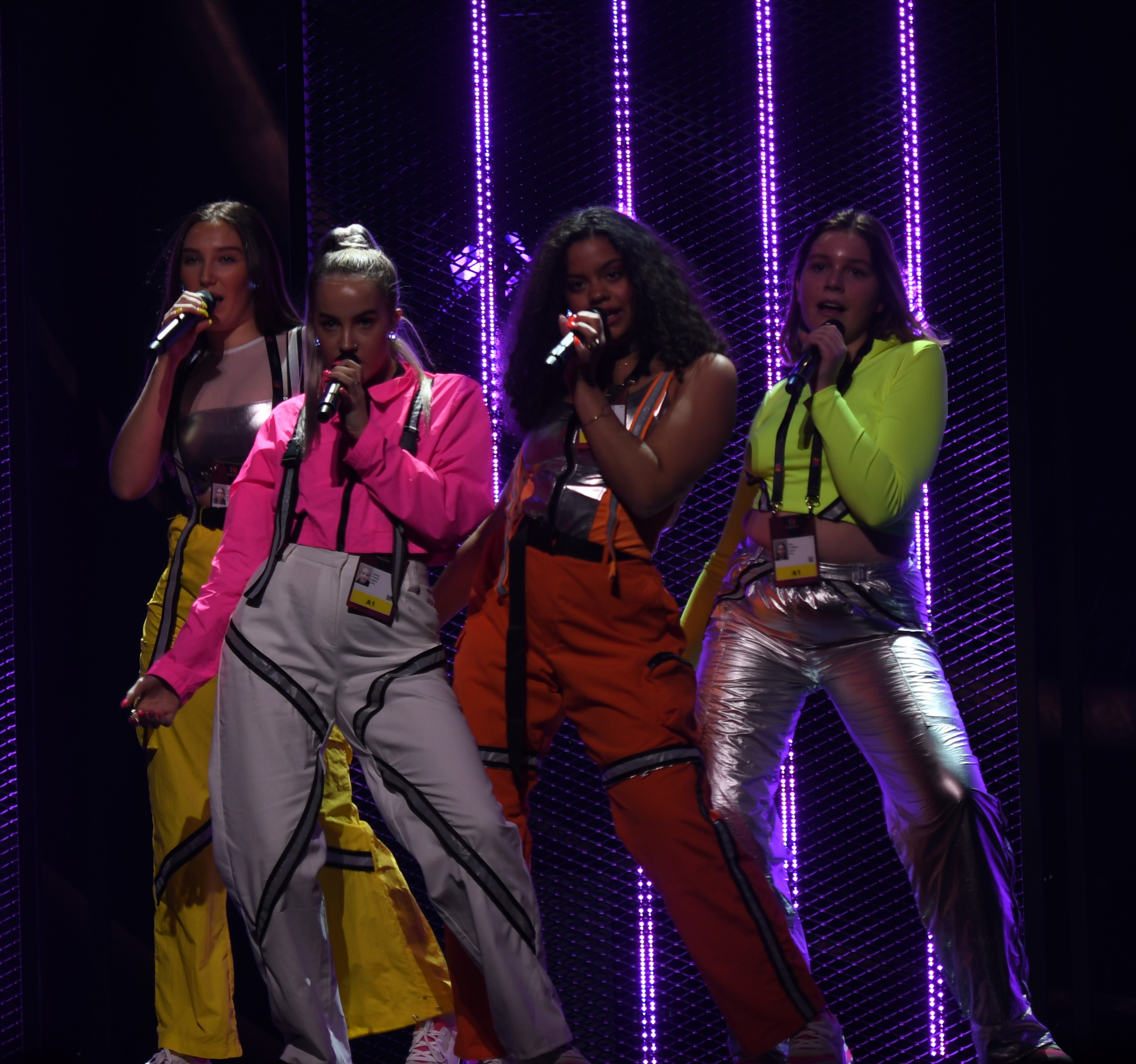
High15 - No Drama
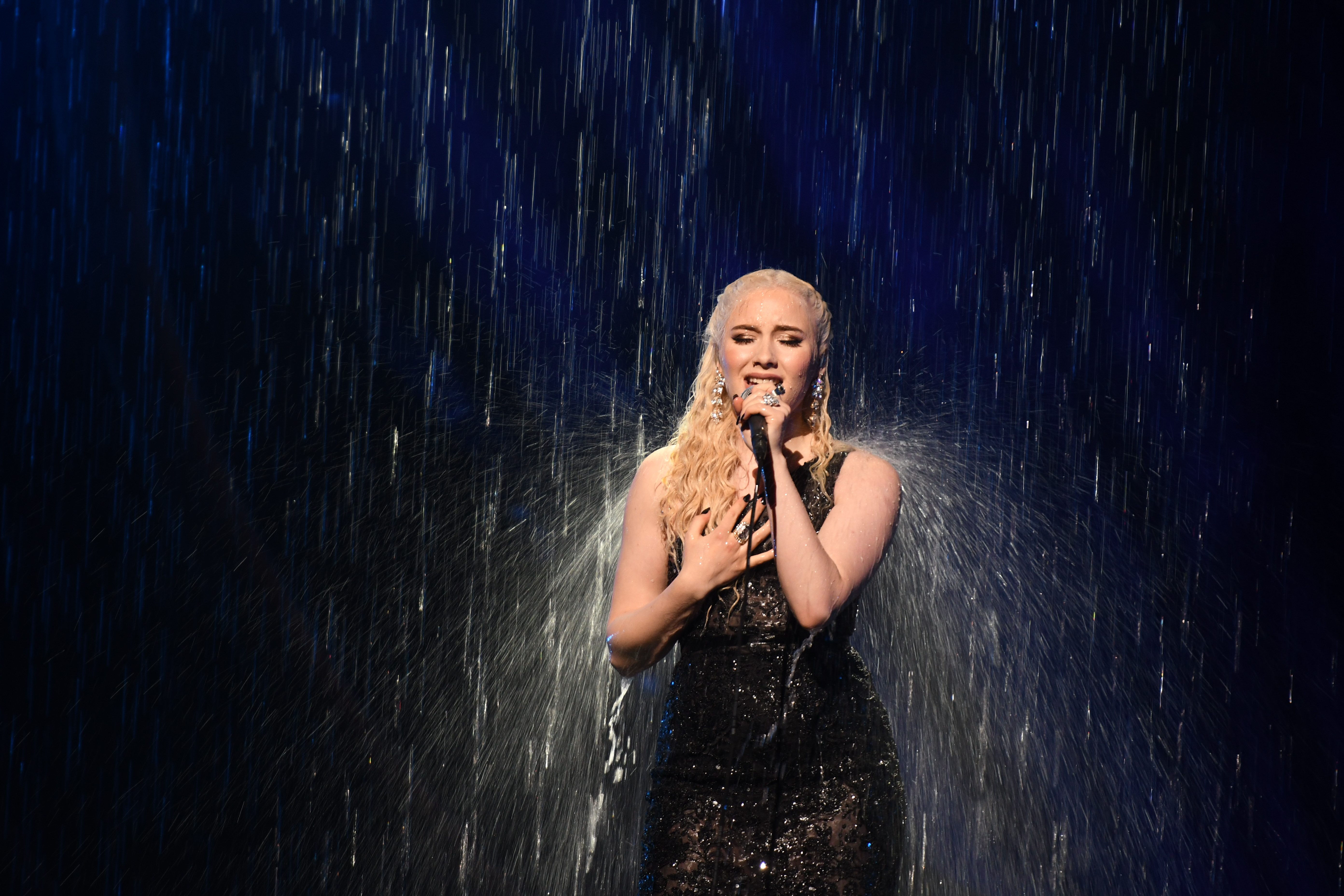
Wiktoria - Not With Me
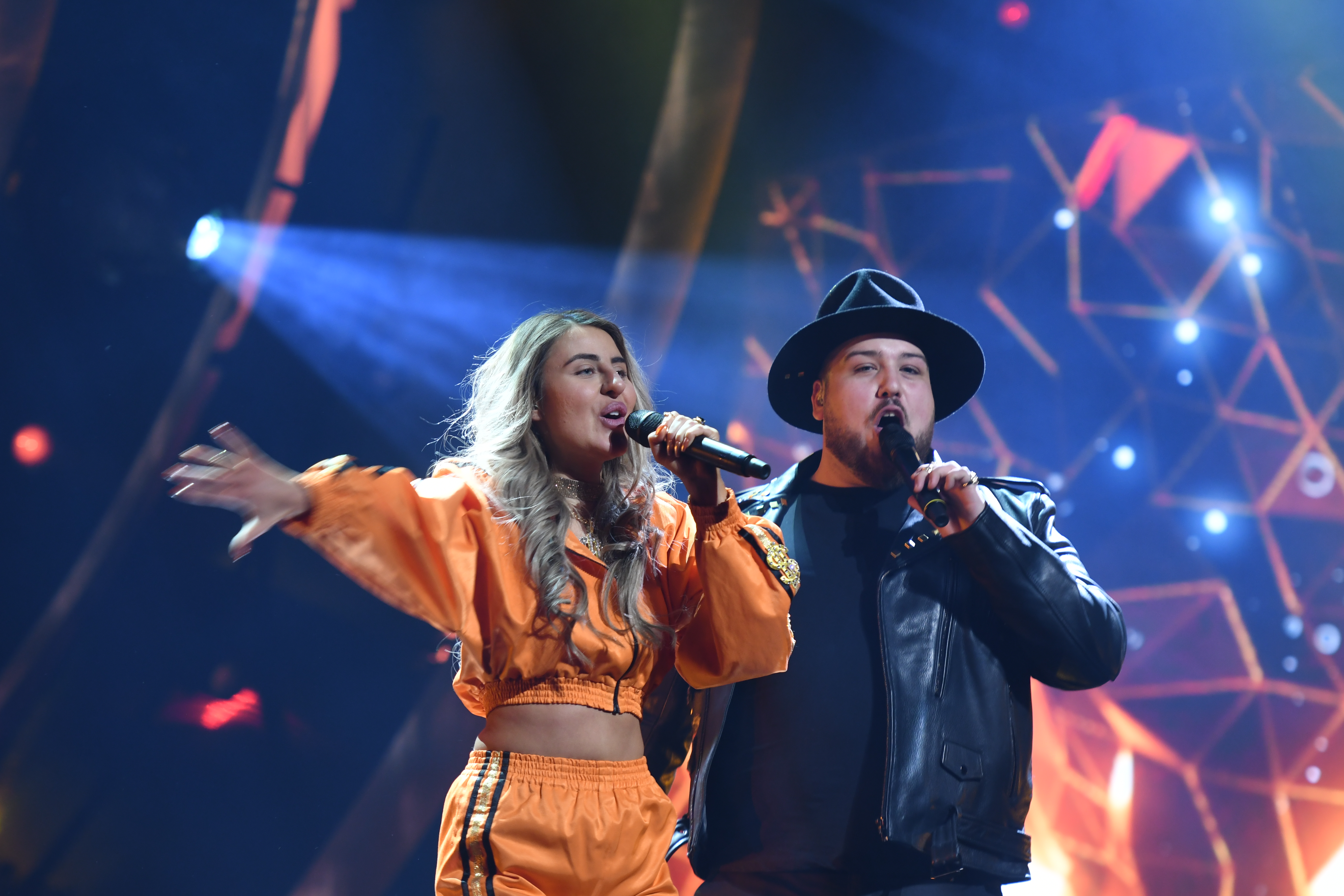
Zeana feat. Anis Don Demina - Mina bränder
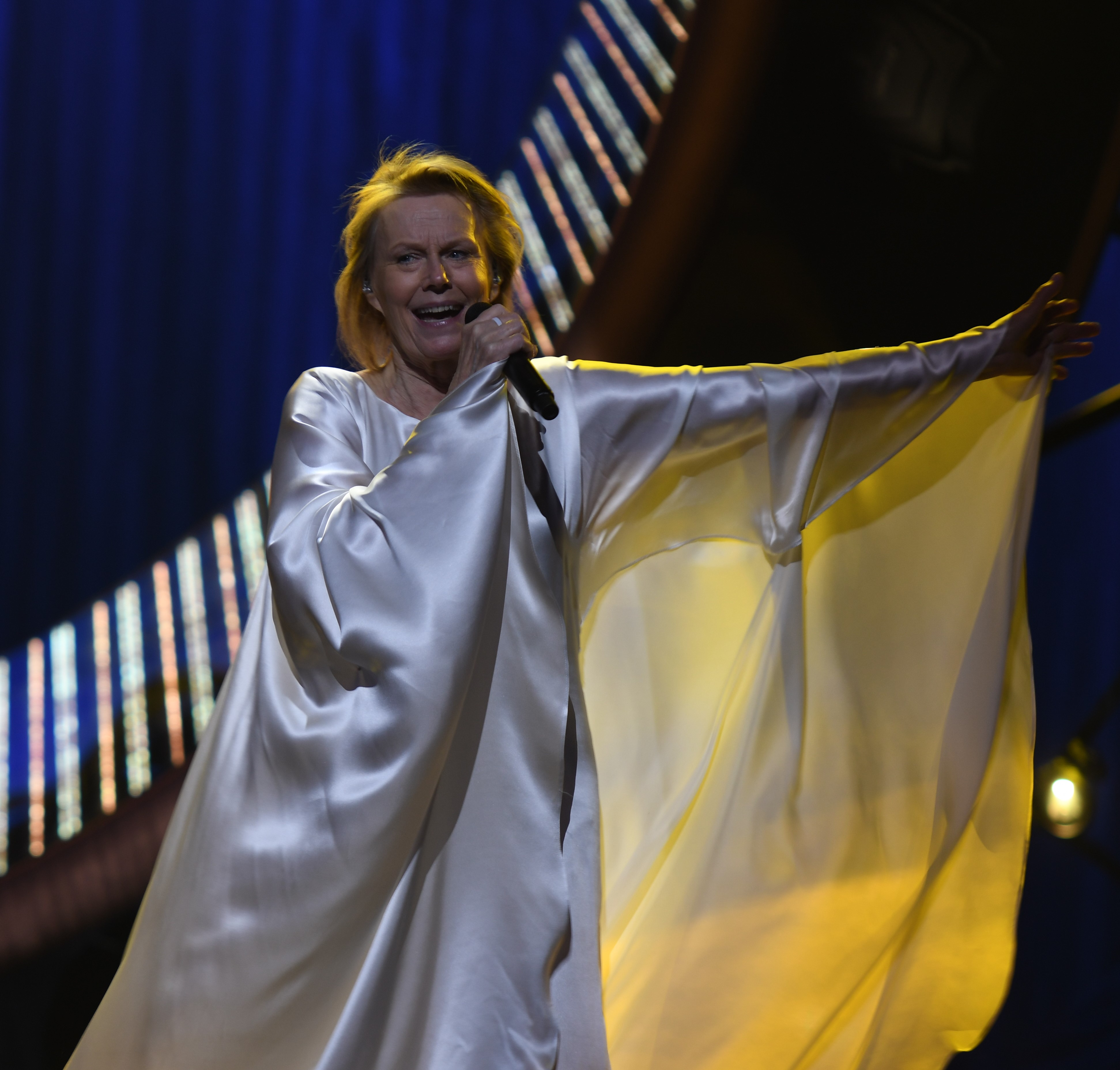
Arja Saijonmaa - Mina fyra årstider
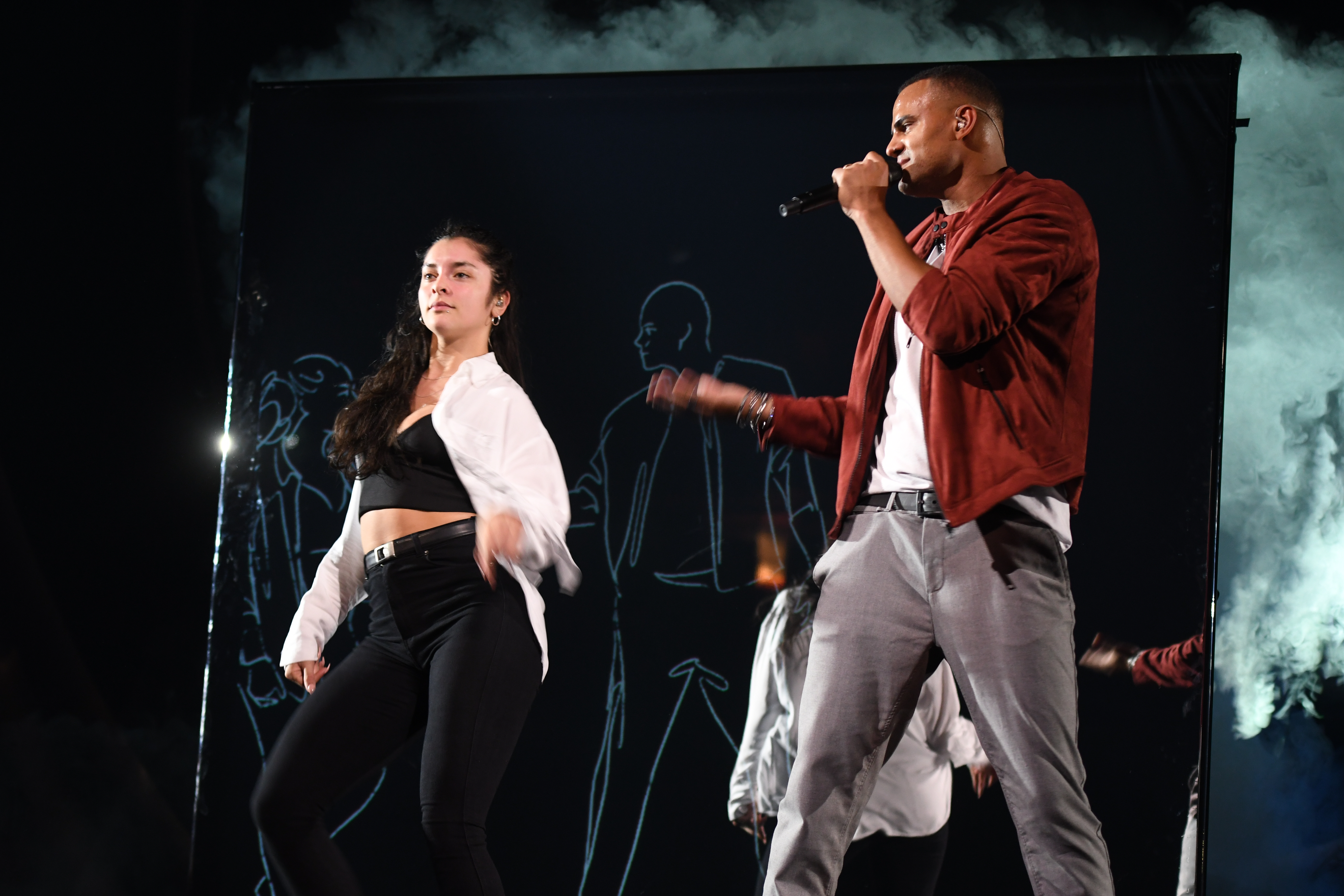
Mohombi - Hello
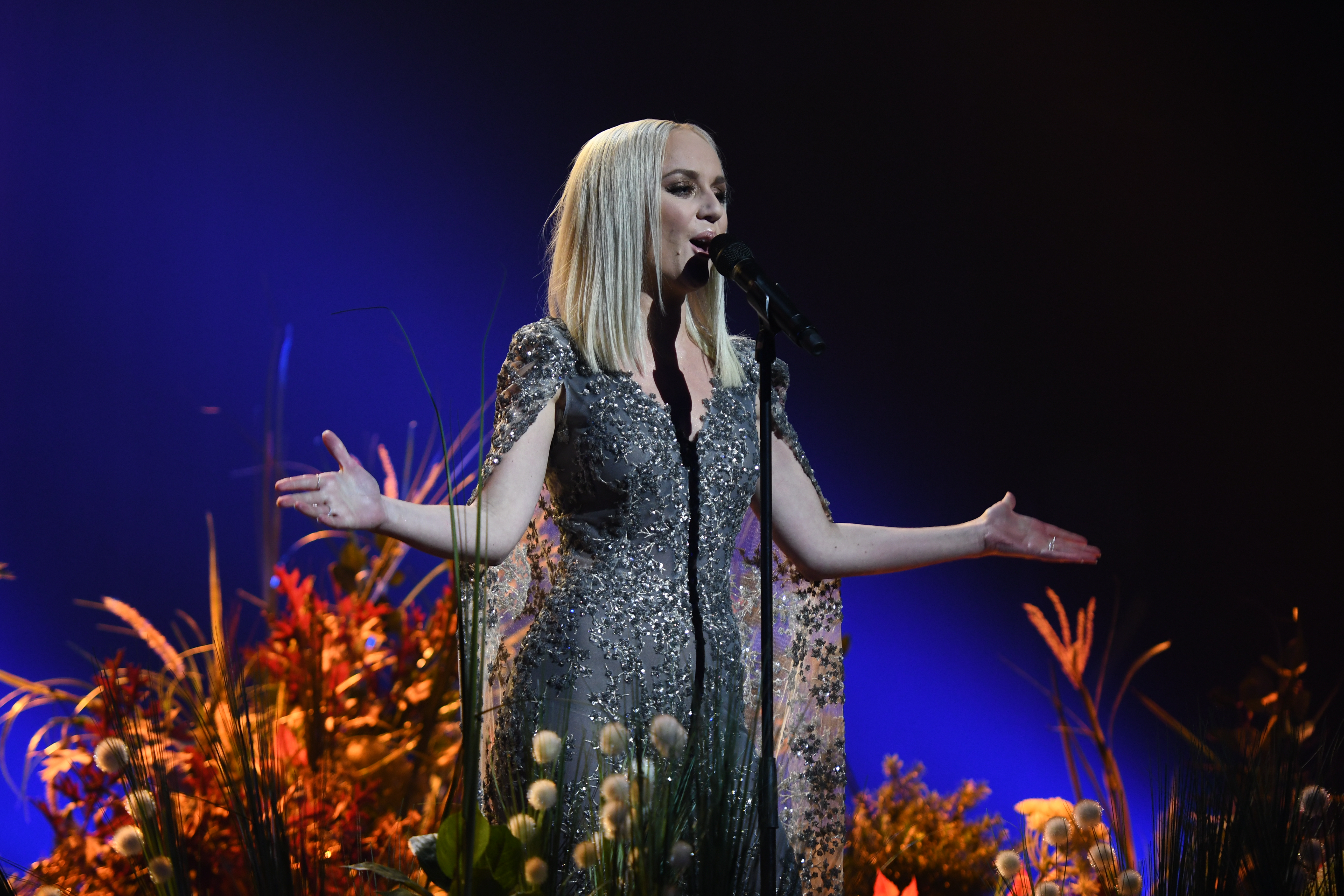
Anna Bergendahl - Ashes to Ashes

### Deltävling 2: Malmö
Deltävlingen sändes från Malmö Arena i Malmö den 9 februari 2019. Bidragen presenteras enligt startordningen.
| Nr | Artist              | Bidrag         | Text (t) & Musik (m)                                                                                           |
| -- | ------------------- | -------------- | --- |
| 1  | Andreas Johnson     | Army of Us     | Andreas Johnson (tm), Jimmy Jansson (tm), Sara Ryan (tm), Andreas "Stone" Johansson (tm), Sebastian Thott (tm) |
| 2  | Malou Prytz         | I Do Me        | Isa Tengblad (tm), Elvira Anderfjärd (tm), Fanny Arnesson (tm), Adéle Cechal (tm)                              |
| 3  | Oscar Enestad       | I Love It      | Emanuel Abrahamsson (tm), Parker James (tm), Oscar Enestad (tm)                                                |
| 4  | Jan Malmsjö         | Leva livet     | Anderz Wrethov (tm), Elin Wrethov (tm), Johan Bejerholm (tm)                                                   |
| 5  | Vlad Reiser         | Nakna i regnet | Lukas Nathansson (tm), John Hårleman (tm), Vlad Reiser (tm), Chris Enberg (tm)                                 |
| 6  | Hanna Ferm & LIAMOO | Hold You       | Jimmy Jansson (tm), Fredrik Sonefors (tm), Hanna Ferm (tm), Liam Pablito Cacatian Thomassen (tm)               |
| 7  | Margaret            | Tempo          | Anderz Wrethov (tm), Jimmy Jansson (tm), Laurell Barker (tm), Sebastian von Koenigsegg (tm)                    |

#### Röstningssiffror
Notera att Oscar Enestad och Jan Malmsjö slutade på samma poängsumma; enligt regelverket ska bidraget med flest röster i det läget placeras över det andra. I detta enskilda fall hade dock Jan Malmsjö fler poäng än Oscar Enestad vid tillfället de båda fick lämna tävlingen, det vill säga efter den första omgången. Detta resulterade i att Jan Malmsjö placerades som nummer sex, över Oscar Enestad på plats sju.
| Nr | Bidrag         | Tittarröster | 3-9 | 10-15 | 16-29 | 30-44 | 45-59 | 60-74 | 75+ | Telefon | Totalt | Plac. | Anmärkning    |
| -- | -------------- | ------------ | --- | ----- | ----- | ----- | ----- | ----- | --- | ------- | ------ | ----- | ------------- |
| 1  | Army of Us     | 973 171      | 4   | 2     | 6     | 8     | 10    | 10    | 4   | 8       | 52     | 4     | Andra chansen |
| 2  | I Do Me        | 1 233 974    | 12  | 10    | 10    | 10    | 8     | 8     | 8   | 10      | 76     | 2     | Till final    |
| 3  | I Love It      | 739 501      | 2   | 4     | 2     | 2     | 2     | 1     | 1   | 1       | 15     | 7     | Utslagen      |
| 4  | Leva livet     | 630 359      | 1   | 1     | 1     | 1     | 1     | 2     | 6   | 2       | 15     | 6     | Utslagen      |
| 5  | Nakna i regnet | 991 531      | 8   | 8     | 8     | 4     | 4     | 4     | 10  | 6       | 52     | 3     | Andra chansen |
| 6  | Hold You       | 1 531 720    | 10  | 12    | 12    | 12    | 12    | 12    | 12  | 12      | 94     | 1     | Till final    |
| 7  | Tempo          | 892 945      | 6   | 6     | 4     | 6     | 6     | 6     | 2   | 4       | 40     | 5     | Utslagen      |

- Telefon- och applikationsröster: 6 993 333 röster[8]
- Till Radiohjälpen: 522 183 kronor[8]
- TV-tittare: 3 010 000 tittare[9]
- Sammanlagt antal röstande: 498 889 enheter[10]

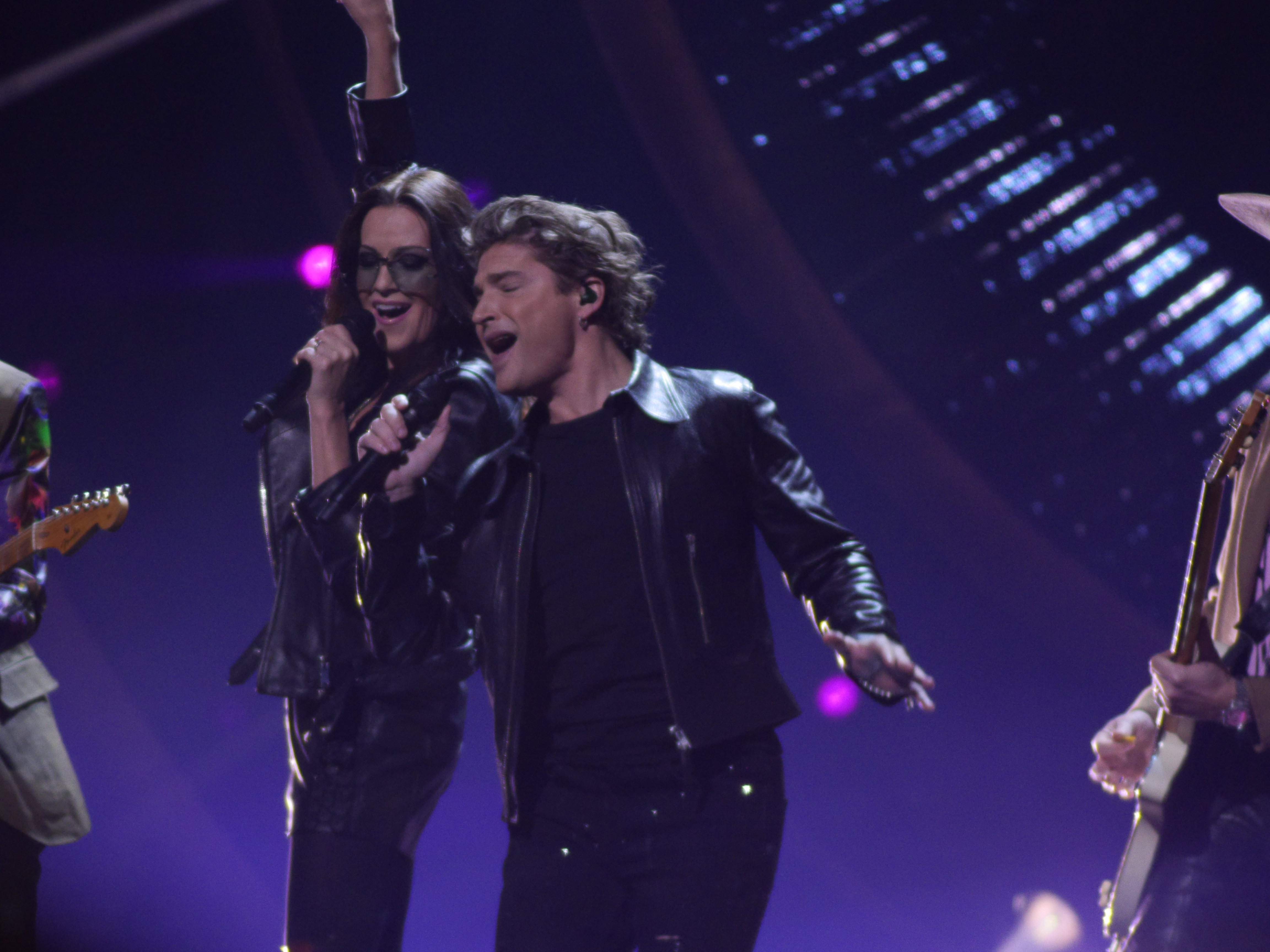
Andreas Johnsson - Army of Us
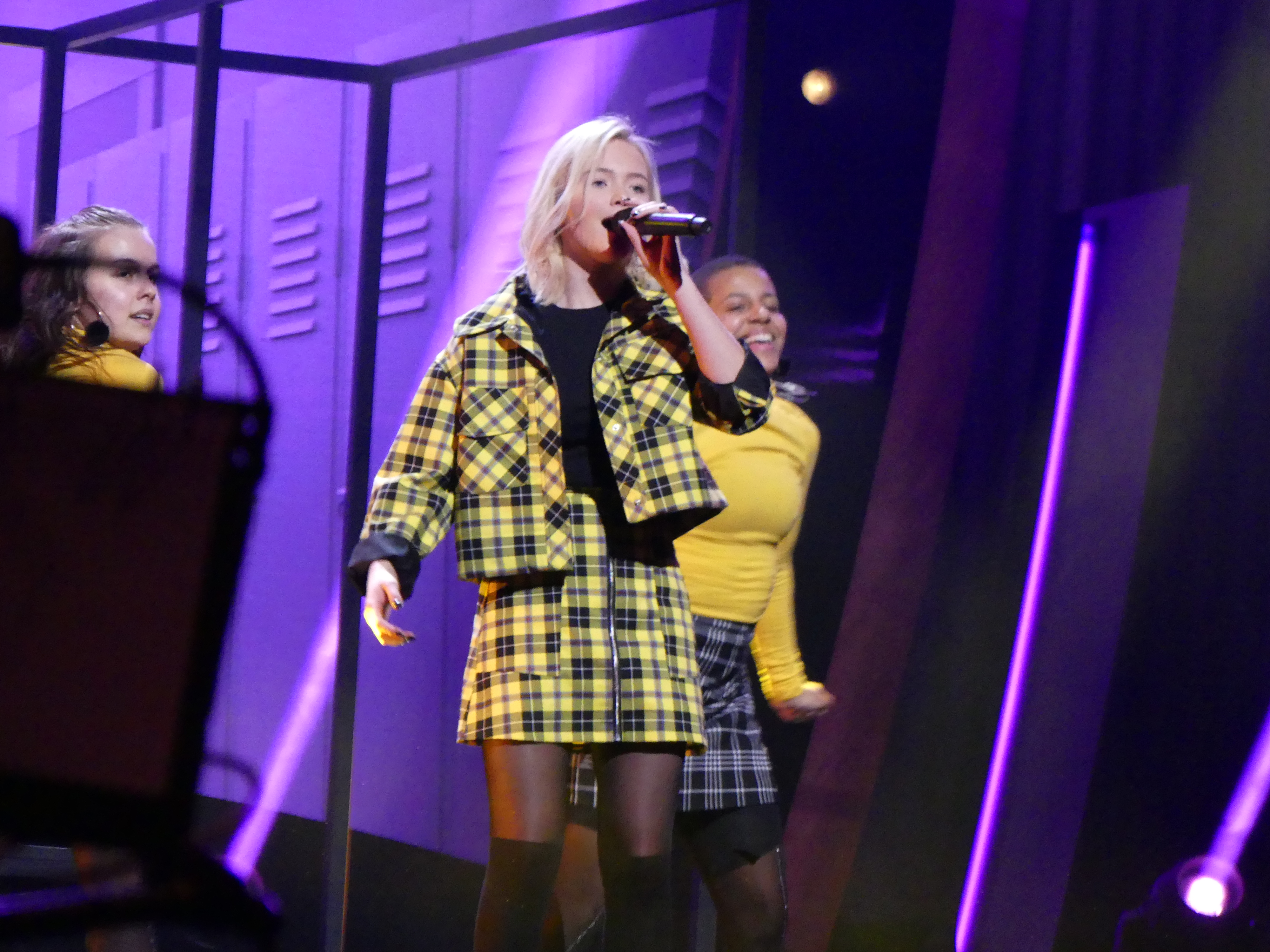
Malou Prytz - I Do Me
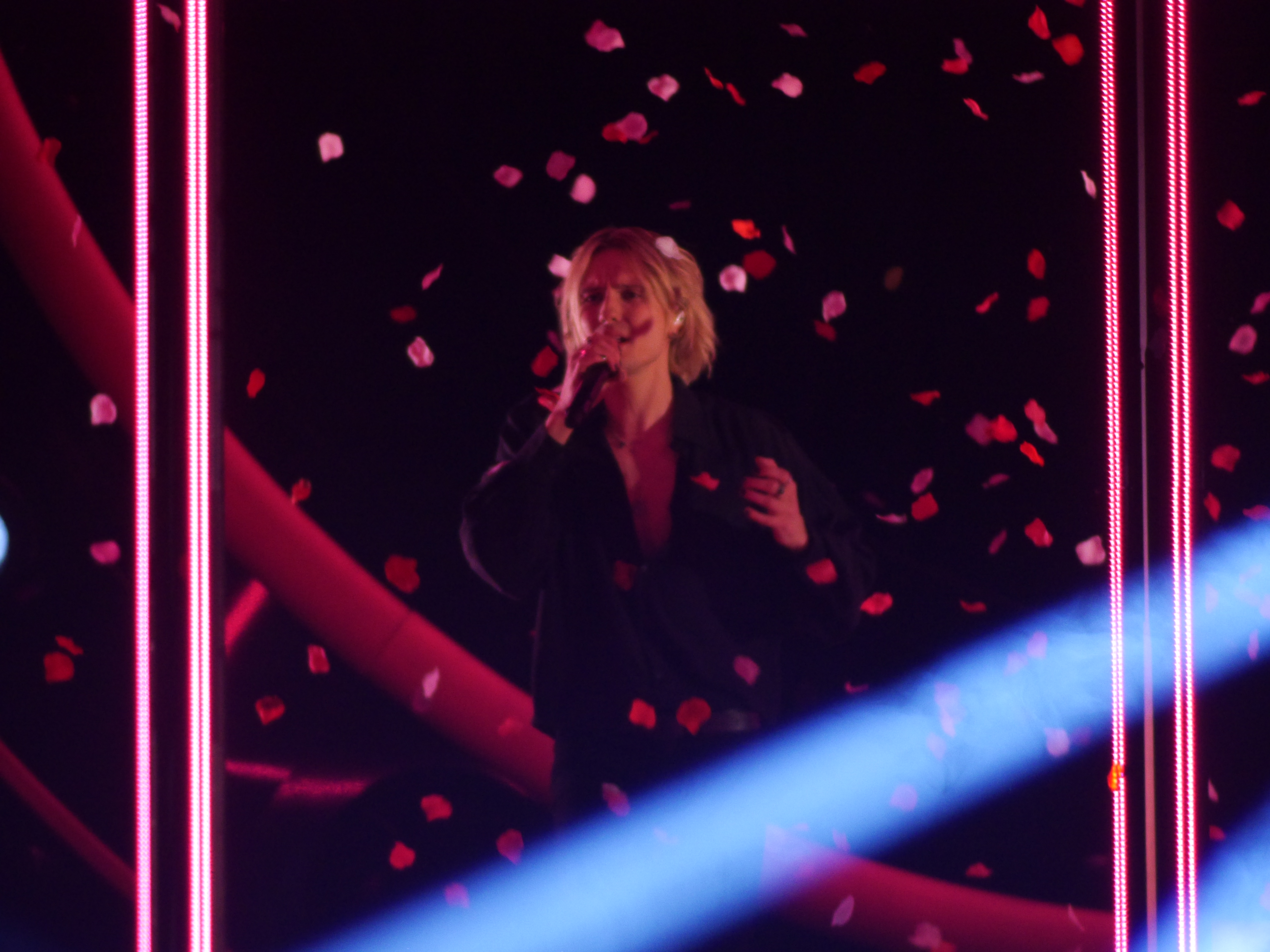
Oscar Enestad - I Love It
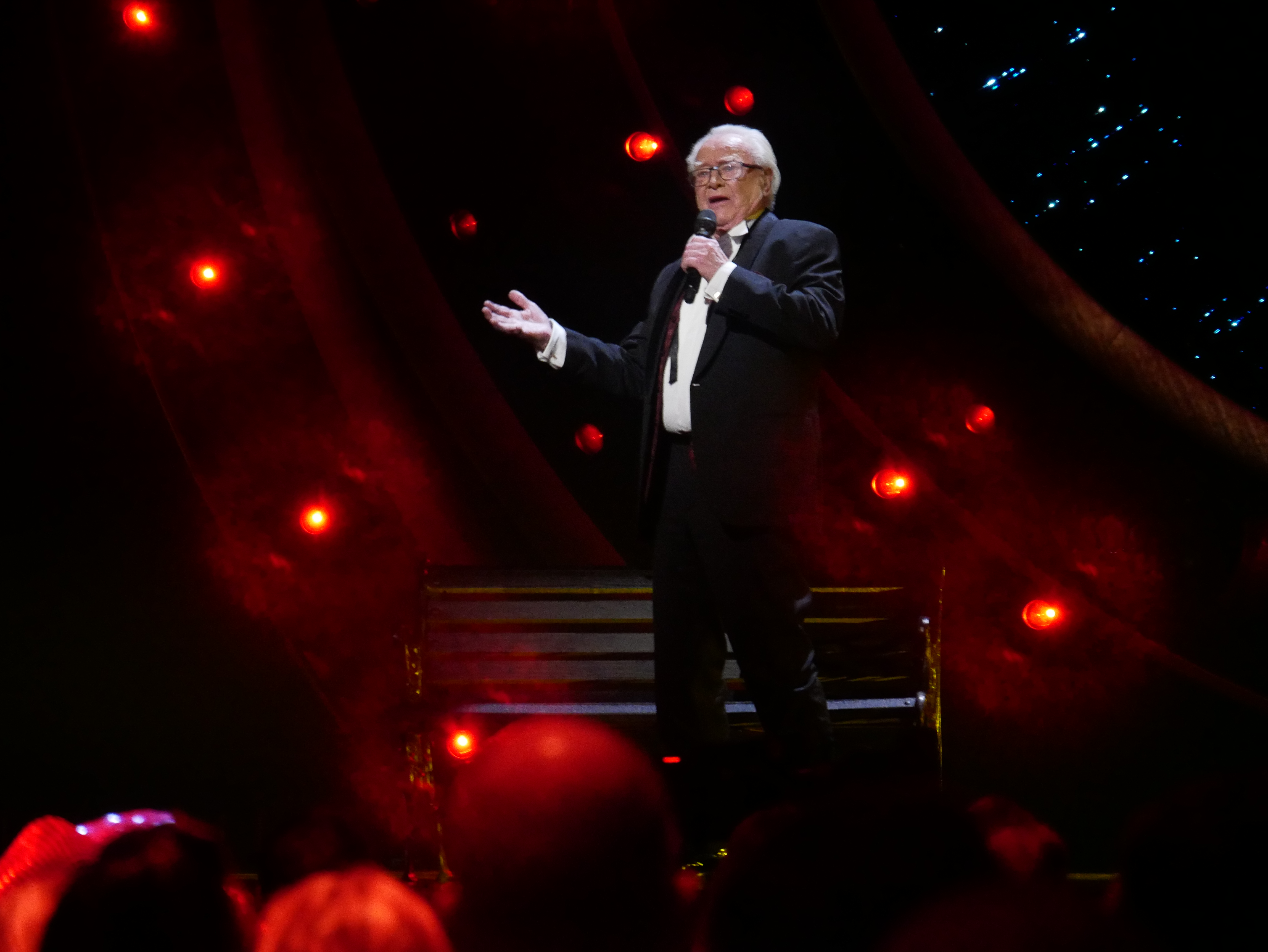
Jan Malmsjö - Leva livet
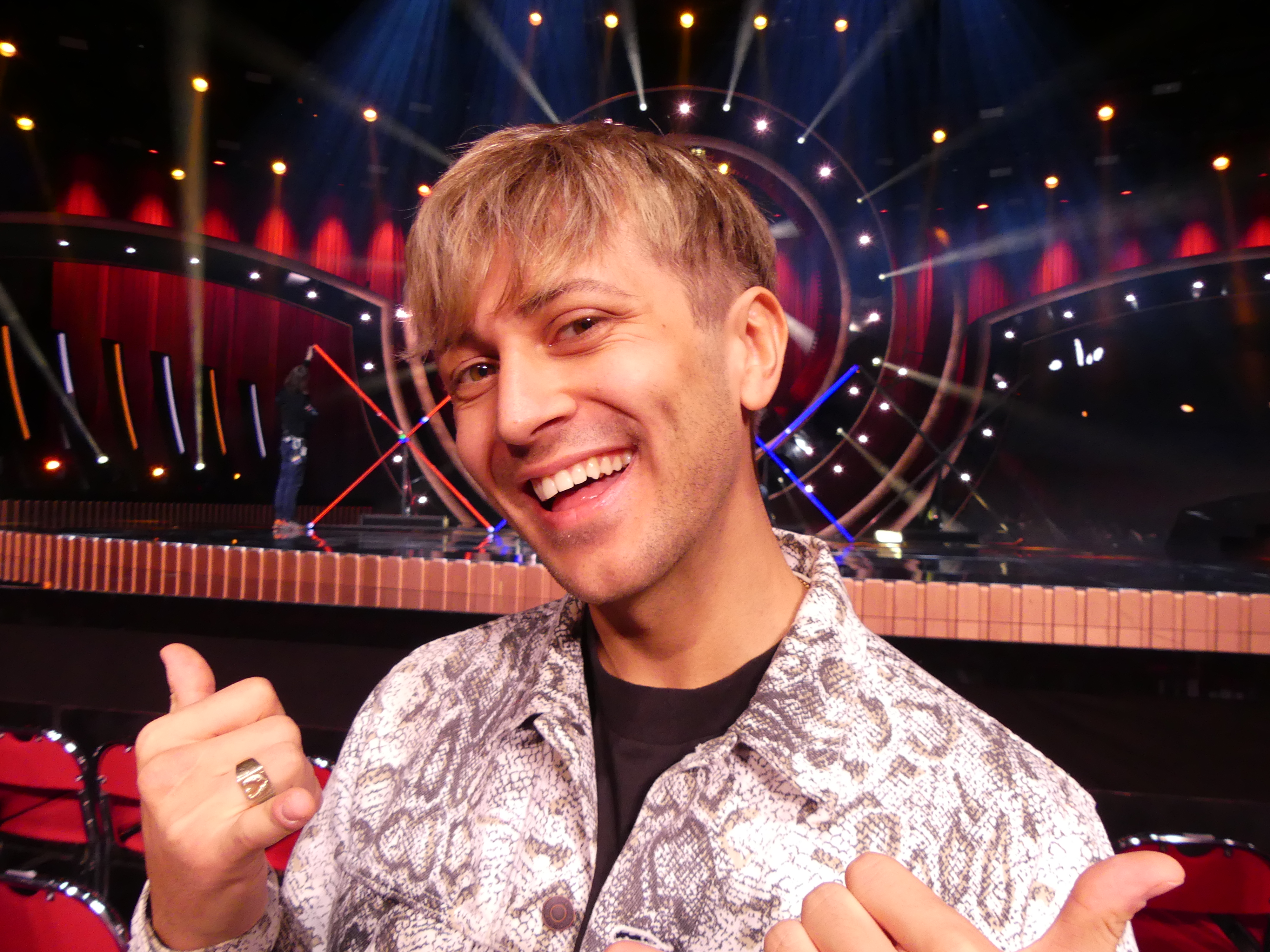
Vlad Reiser - Nakna i regnet
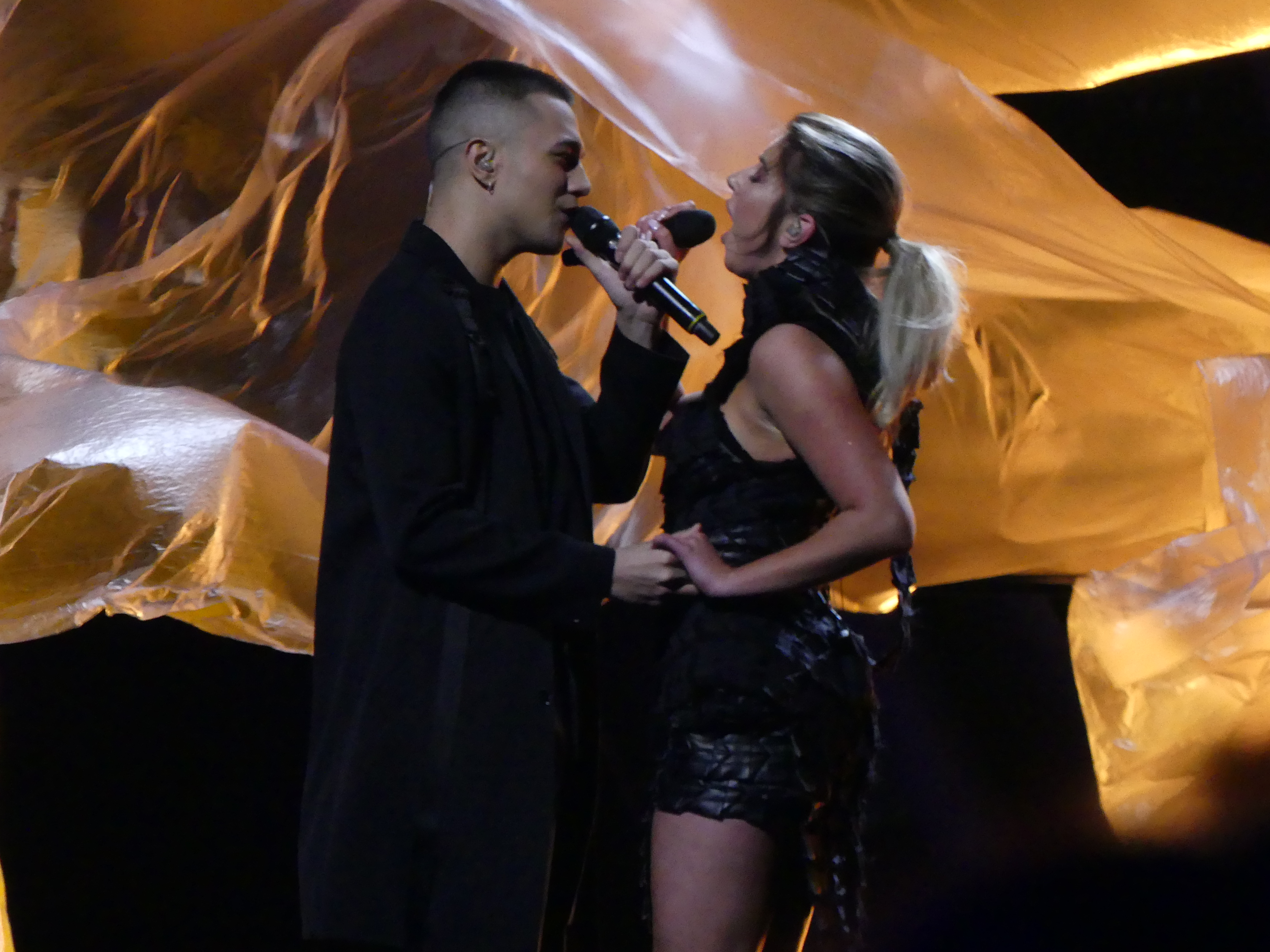
Hanna Ferm & LIAMOO - Hold You
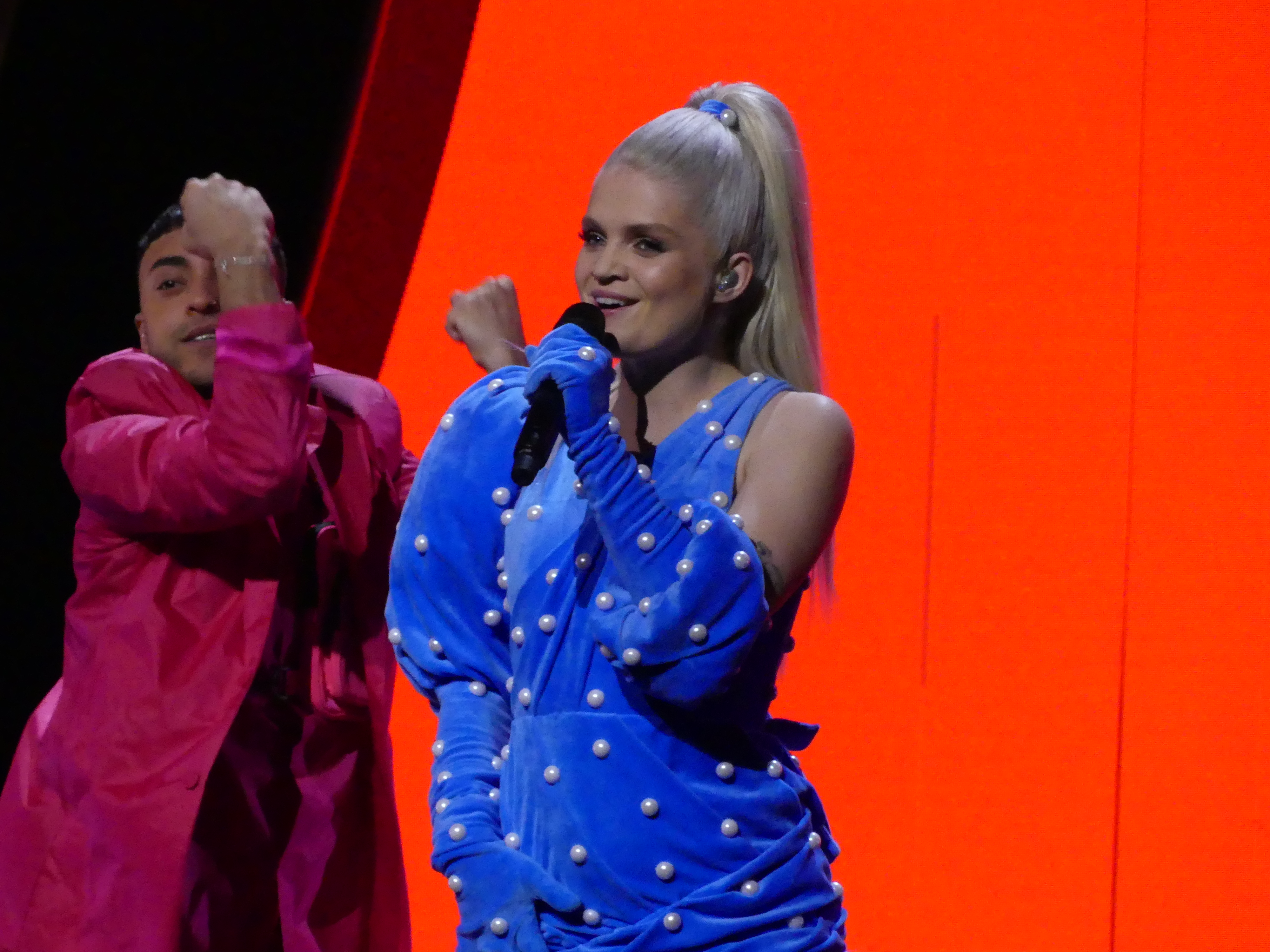
Margaret - Tempo

### Deltävling 3: Leksand
Deltävlingen sändes från Tegera Arena i Leksand den 16 februari 2019. Bidragen presenteras enligt startordningen.
| Nr | Artist                | Bidrag              | Text (t) & Musik (m)                                                                           |
| -- | --------------------- | ------------------- | ---------------------------------------------------------------------------------------------- |
| 1  | The Lovers of Valdaro | Somebody Wants      | Peter Boström (tm), Thomas G:son (tm), Erik Gabriel Høiby (tm)                                 |
| 2  | Dolly Style           | Habibi              | Jimmy Jansson (tm), Palle Hammarlund (tm), Robert Norberg (tm)                                 |
| 3  | Martin Stenmarck      | Låt skiten brinna   | Uno Svenningsson (tm), Tim Larsson (tm), Tobias Lundgren (tm)                                  |
| 4  | Lina Hedlund          | Victorious          | Melanie Wehbe (tm), Johanna Jansson (tm), Dino Medanhodzic (tm), Richard Edwards (tm)          |
| 5  | Omar Rudberg          | Om om och om igen   | Omar Rudberg (tm), Johan Lindbrandt (tm), Robin Stjernberg (tm), Jens Hult (tm)                |
| 6  | Rebecka Karlsson      | Who I Am            | Rebecka Karlsson (tm), Anderz Wrethov (tm), Henric Pierroff (tm)                               |
| 7  | Jon Henrik Fjällgren  | Norrsken (Goeksegh) | Fredrik Kempe (tm), David Kreuger (tm), Niklas Carson Mattsson (tm), Jon Henrik Fjällgren (tm) |

#### Röstningssiffror
| Nr | Bidrag              | Tittarröster | 3-9 | 10-15 | 16-29 | 30-44 | 45-59 | 60-74 | 75+ | Telefon | Totalt | Plac. | Anmärkning    |
| -- | ------------------- | ------------ | --- | ----- | ----- | ----- | ----- | ----- | --- | ------- | ------ | ----- | ------------- |
| 1  | Somebody Wants      | 637 917      | 2   | 1     | 1     | 1     | 4     | 2     | 1   | 1       | 13     | 7     | Utslagen      |
| 2  | Habibi              | 819 062      | 12  | 6     | 2     | 6     | 2     | 4     | 4   | 4       | 40     | 5     | Utslagen      |
| 3  | Låt skiten brinna   | 862 017      | 6   | 2     | 4     | 4     | 6     | 8     | 8   | 8       | 46     | 4     | Andra chansen |
| 4  | Victorious          | 1 051 399    | 10  | 8     | 8     | 12    | 12    | 10    | 10  | 6       | 76     | 2     | Till final    |
| 5  | Om om och om igen   | 722 215      | 1   | 4     | 6     | 2     | 1     | 1     | 2   | 2       | 19     | 6     | Utslagen      |
| 6  | Who I Am            | 1 059 419    | 8   | 12    | 10    | 10    | 8     | 6     | 6   | 10      | 70     | 3     | Andra chansen |
| 7  | Norrsken (Goeksegh) | 1 112 548    | 4   | 10    | 12    | 8     | 10    | 12    | 12  | 12      | 80     | 1     | Till final    |

- Telefon- och applikationsröster: 6 305 045 röster[8]
- Till Radiohjälpen: 662 869 kronor[8]
- TV-tittare: 2 969 000 tittare[9]
- Sammanlagt antal röstande: 476 870 enheter[10]

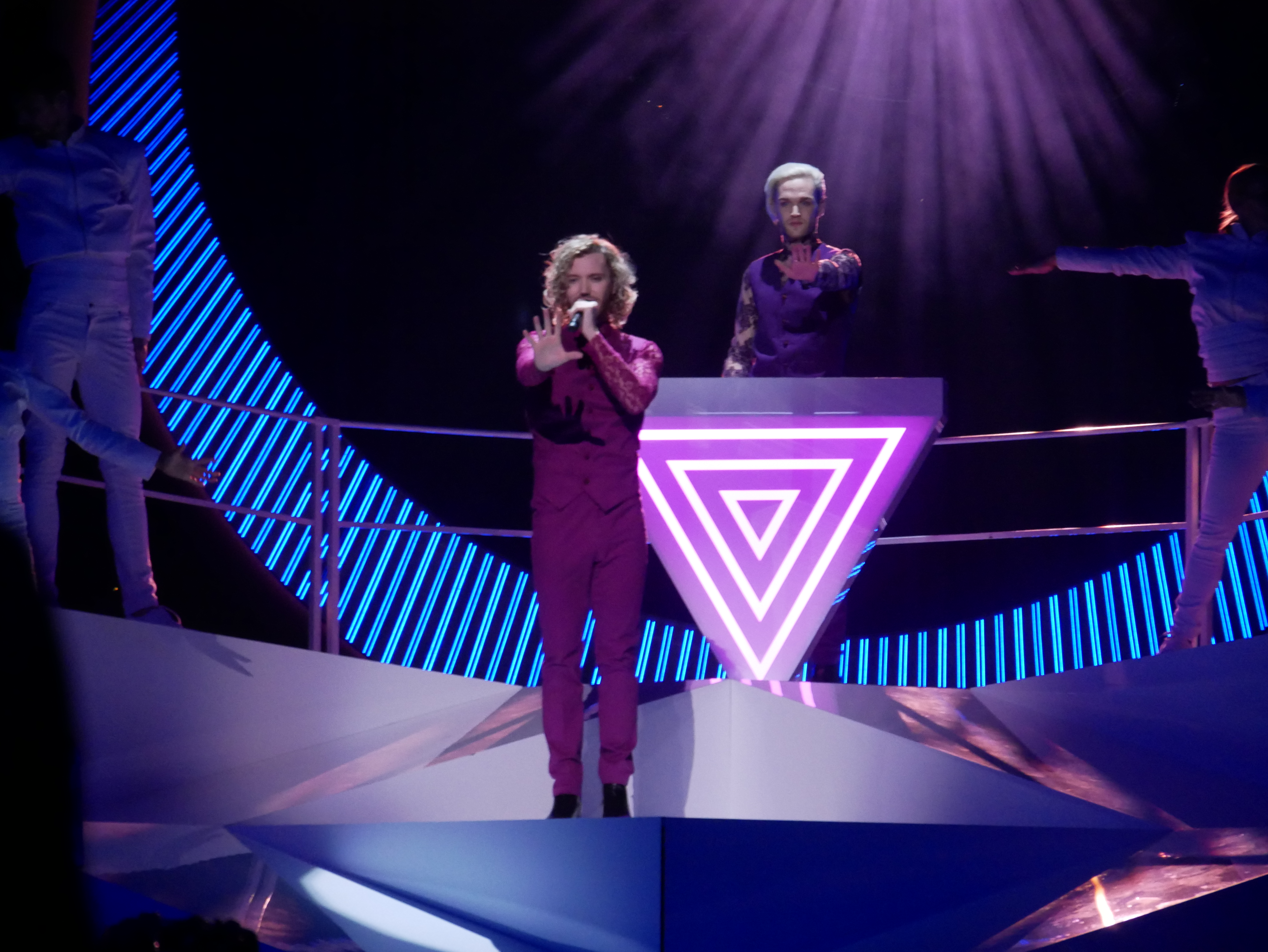
The Lovers of Valdaro - Somebody wants
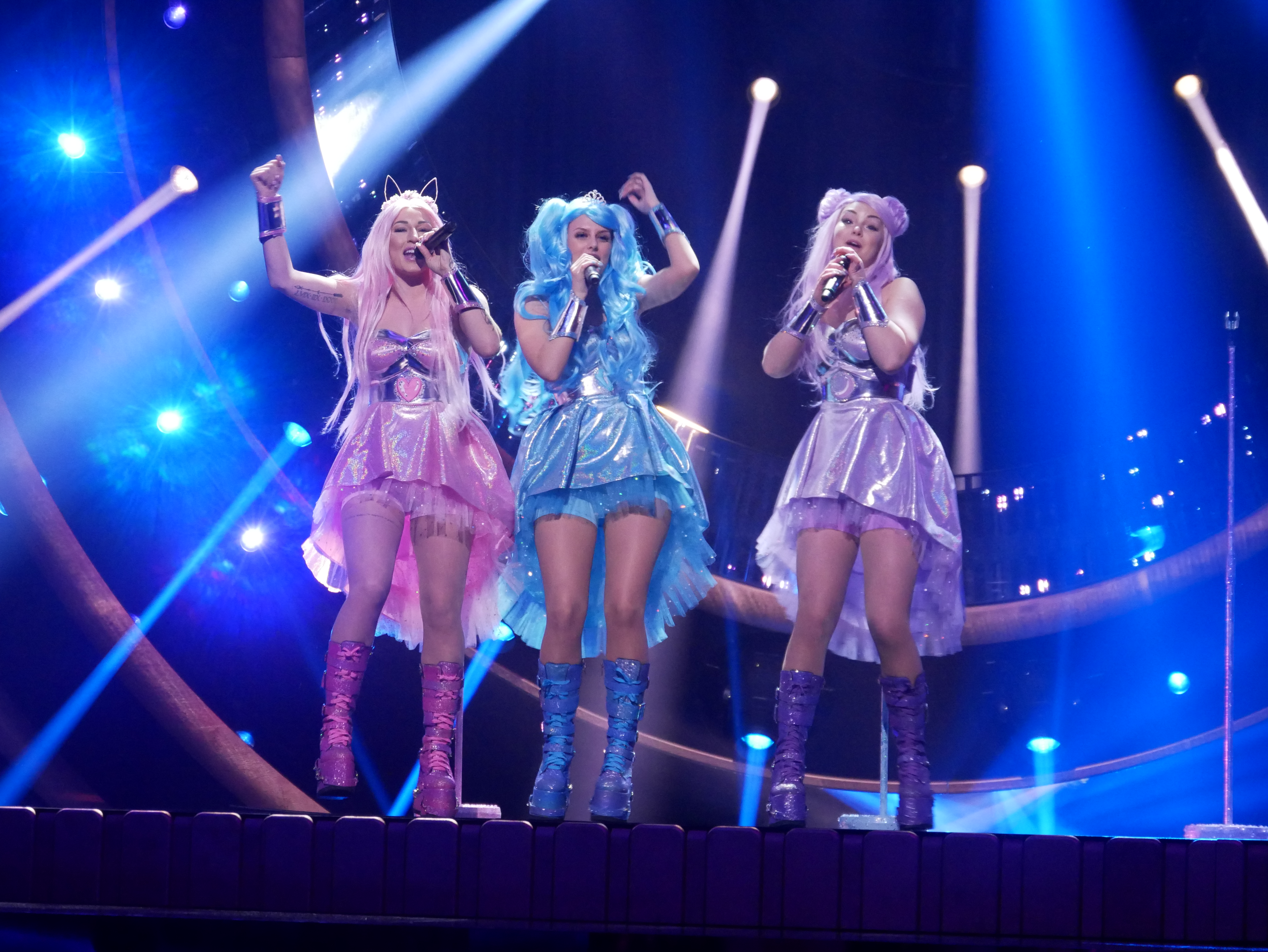
Dolly Style - Habibi
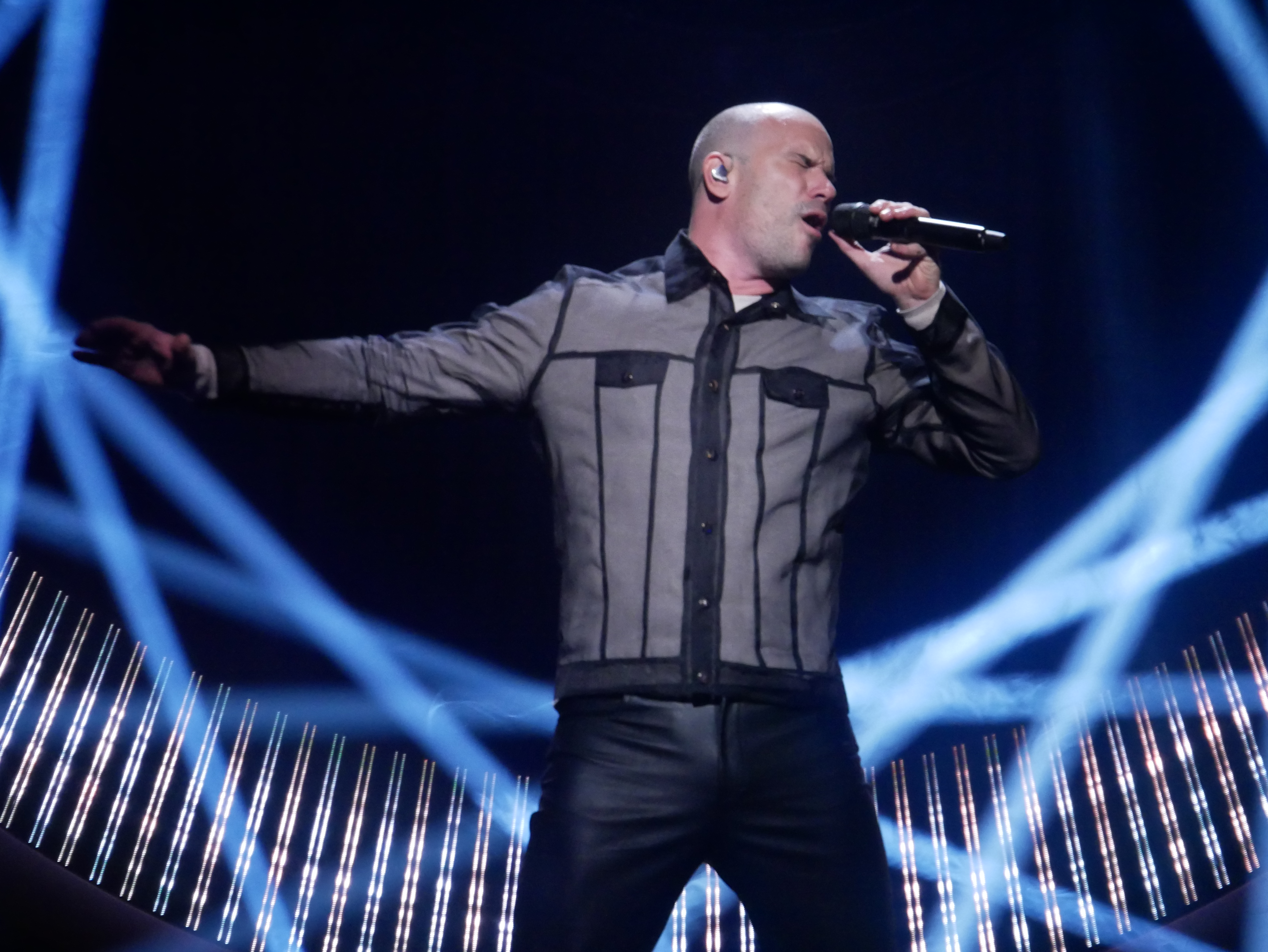
Martin Stenmarck - Låt skiten brinna
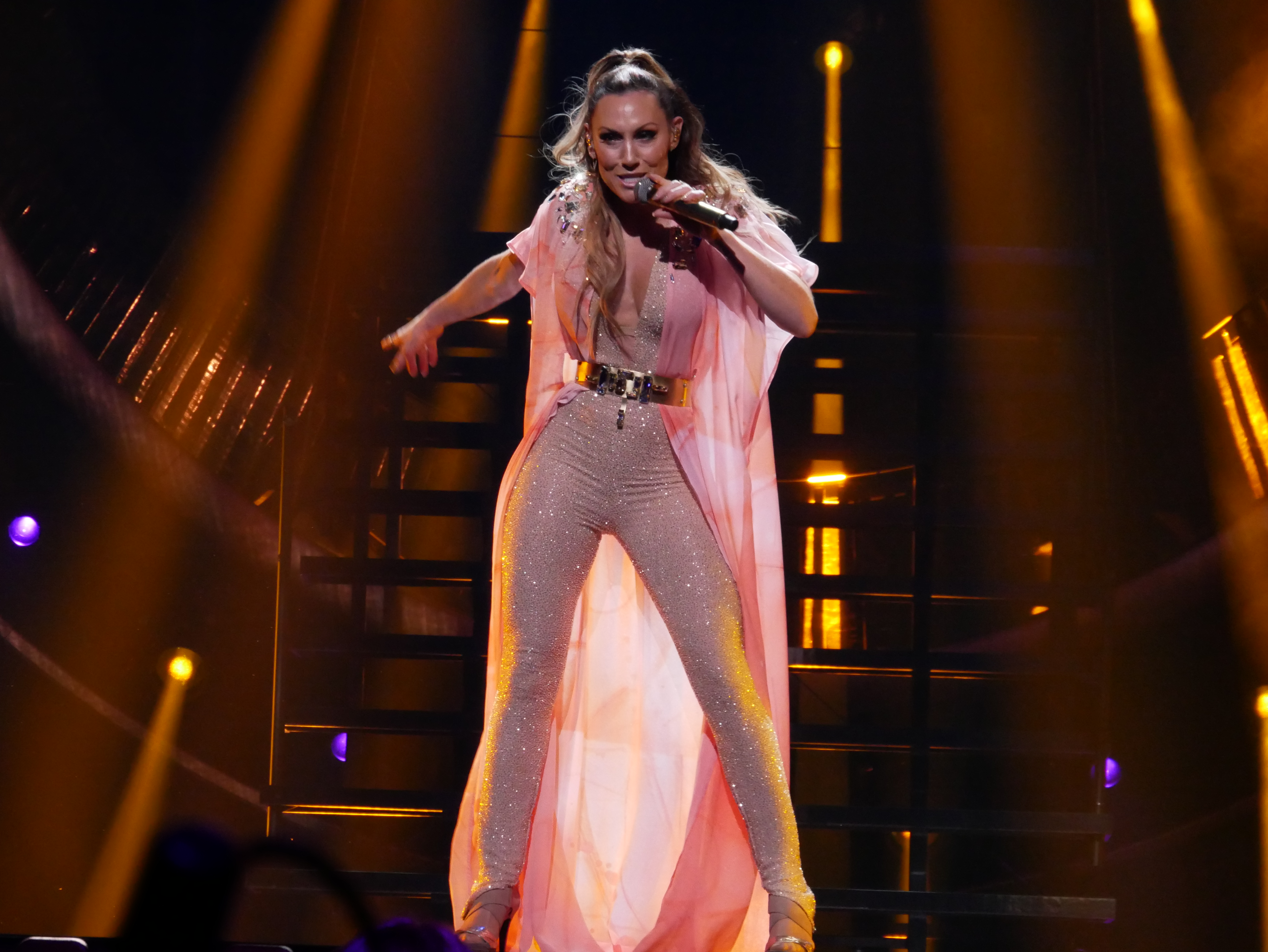
Lina Hedlund - Victorious
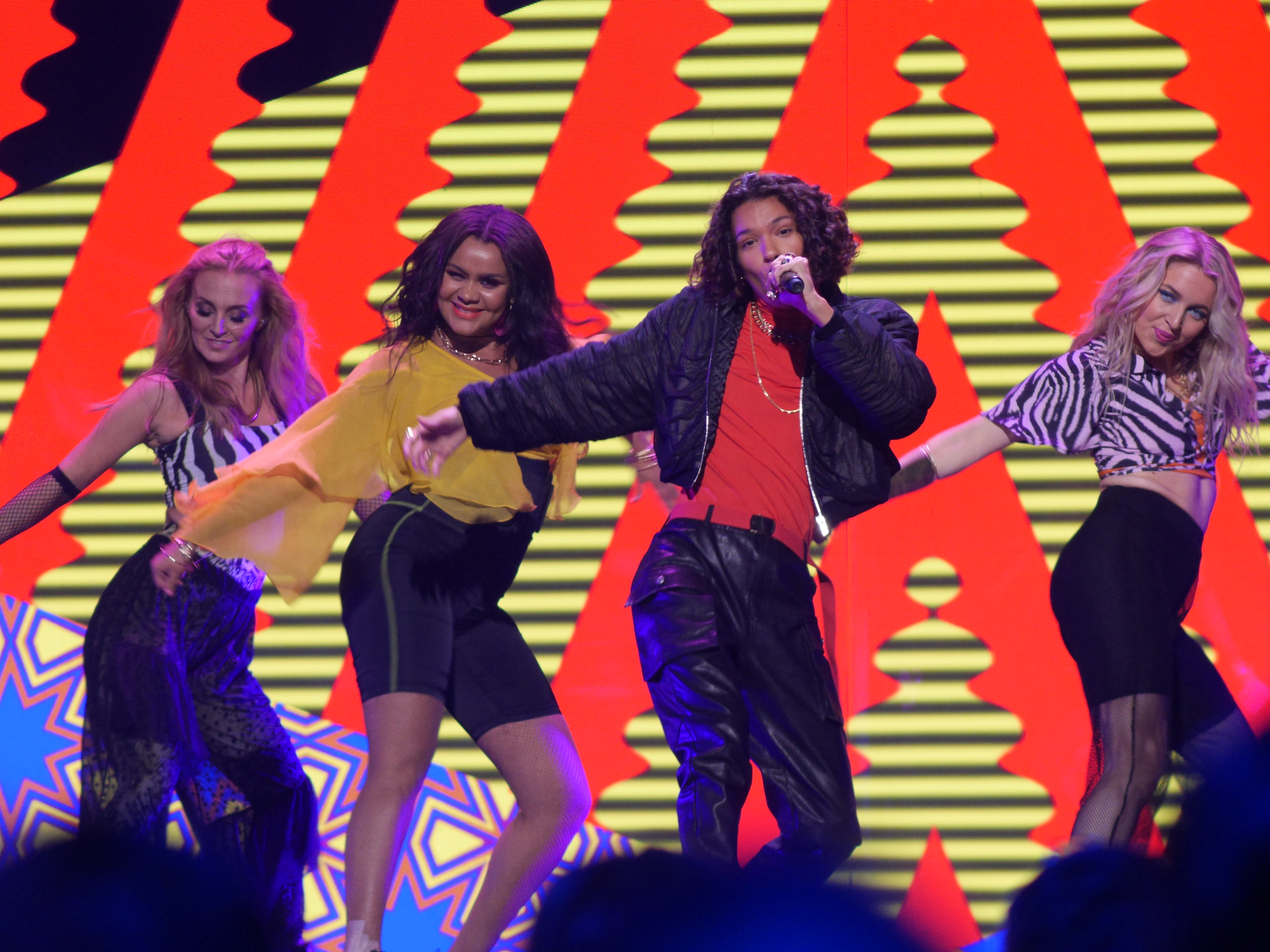
Omar Rudberg - Om om och om igen
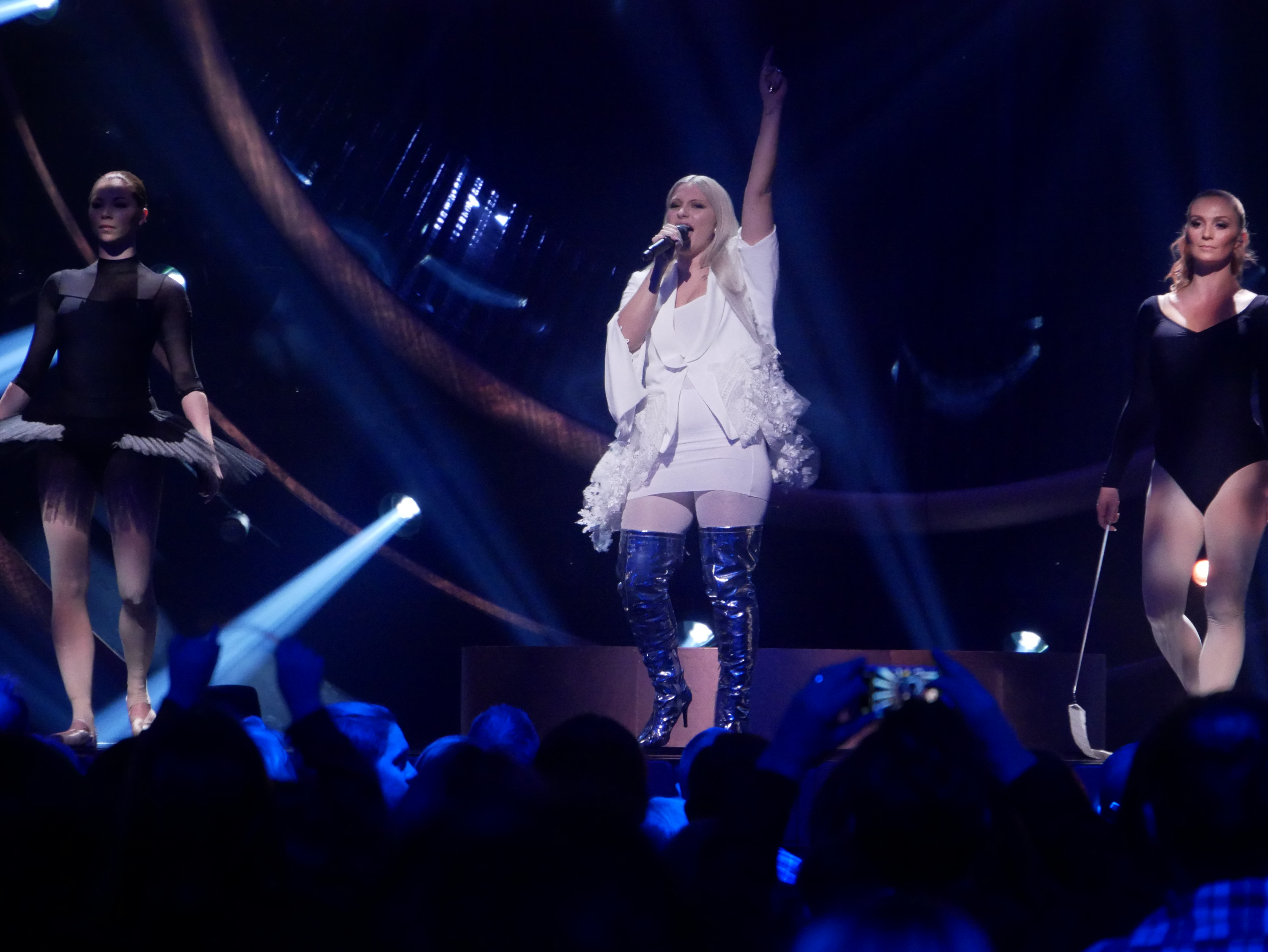
Rebecka Karlsson - Who I Am
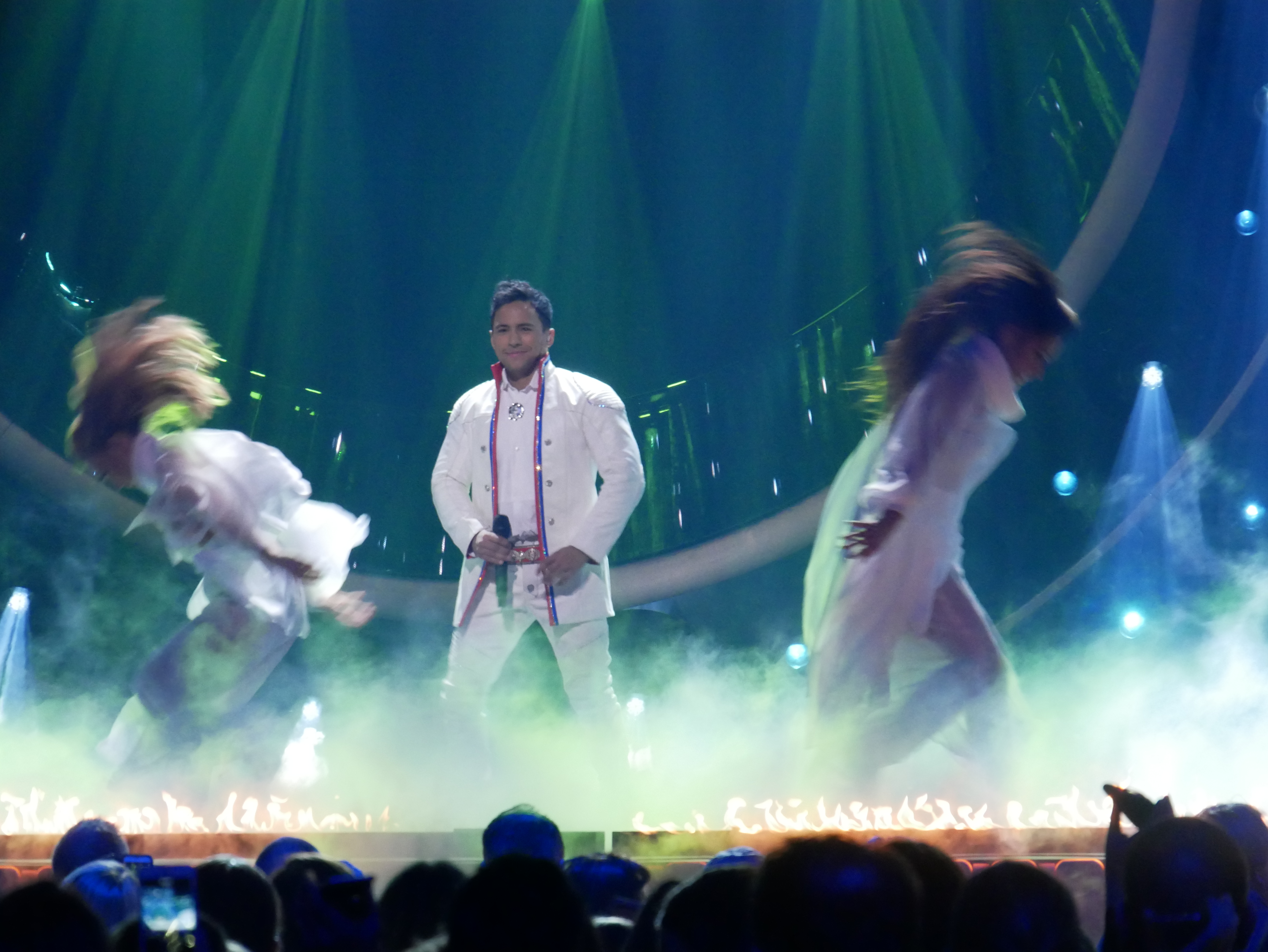
Jon Henrik Fjällgren - Norrsken (Goeksegh)

### Deltävling 4: Lidköping
Deltävlingen sändes från Sparbanken Lidköping Arena i Lidköping den 23 februari 2019. Bidragen presenteras enligt startordningen.
| Nr | Artist            | Bidrag              | Text (t) & Musik (m)                                                                    |
| -- | ----------------- | ------------------- | --------------------------------------------------------------------------------------- |
| 1  | Pagan Fury        | Stormbringer        | Tobias Gustavsson (tm), Fredrik Thomander (tm), Anders Wikström (tm), Mia Stegmar (tm)  |
| 2  | Anton Hagman      | Känner dig          | Gusten Dahlqvist (tm), Oliver Forsmark (tm), Anton Hagman (tm), Jakob Hjulström (tm)    |
| 3  | Lisa Ajax         | Torn                | Isa Molin (tm)                                                                          |
| 4  | Arvingarna        | I Do                | Nanne Grönvall (tm), Mikael Karlsson (tm), Casper Janebrink (tm), Thomas Johansson (tm) |
| 5  | Bishara           | On My Own           | Markus Sepehrmanesh (tm), Benjamin Ingrosso (tm), Robert Habolin (tm)                   |
| 6  | Ann-Louise Hanson | Kärleken finns kvar | David Lindgren Zacharias (tm), Josefin Glenmark-Breman (tm), Ollie Olson (tm)           |
| 7  | John Lundvik      | Too Late for Love   | John Lundvik (tm), Anderz Wrethov (tm), Andreas "Stone" Johansson (tm)                  |

#### Röstningssiffror
| Nr | Bidrag              | Tittarröster | 3-9 | 10-15 | 16-29 | 30-44 | 45-59 | 60-74 | 75+ | Telefon | Totalt | Plac. | Anmärkning    |
| -- | ------------------- | ------------ | --- | ----- | ----- | ----- | ----- | ----- | --- | ------- | ------ | ----- | ------------- |
| 1  | Stormbringer        | 579 502      | 2   | 1     | 1     | 4     | 4     | 2     | 2   | 2       | 18     | 7     | Utslagen      |
| 2  | Känner dig          | 601 113      | 6   | 6     | 4     | 1     | 1     | 1     | 1   | 1       | 21     | 6     | Utslagen      |
| 3  | Torn                | 1 166 263    | 10  | 10    | 8     | 8     | 6     | 4     | 6   | 4       | 56     | 3     | Andra chansen |
| 4  | I Do                | 895 957      | 4   | 4     | 6     | 6     | 8     | 10    | 8   | 8       | 54     | 4     | Andra chansen |
| 5  | On My Own           | 1 497 326    | 12  | 12    | 12    | 10    | 10    | 8     | 10  | 10      | 84     | 2     | Till final    |
| 6  | Kärleken finns kvar | 583 995      | 1   | 2     | 2     | 2     | 2     | 6     | 4   | 6       | 25     | 5     | Utslagen      |
| 7  | Too Late for Love   | 1 465 231    | 8   | 8     | 10    | 12    | 12    | 12    | 12  | 12      | 86     | 1     | Till final    |

- Telefon- och applikationsröster: 6 810 817 röster[8]
- Till Radiohjälpen: 905 041 kronor[8]
- TV-tittare: 2 800 000 tittare[9]
- Sammanlagt antal röstande: 530 370 enheter[10]

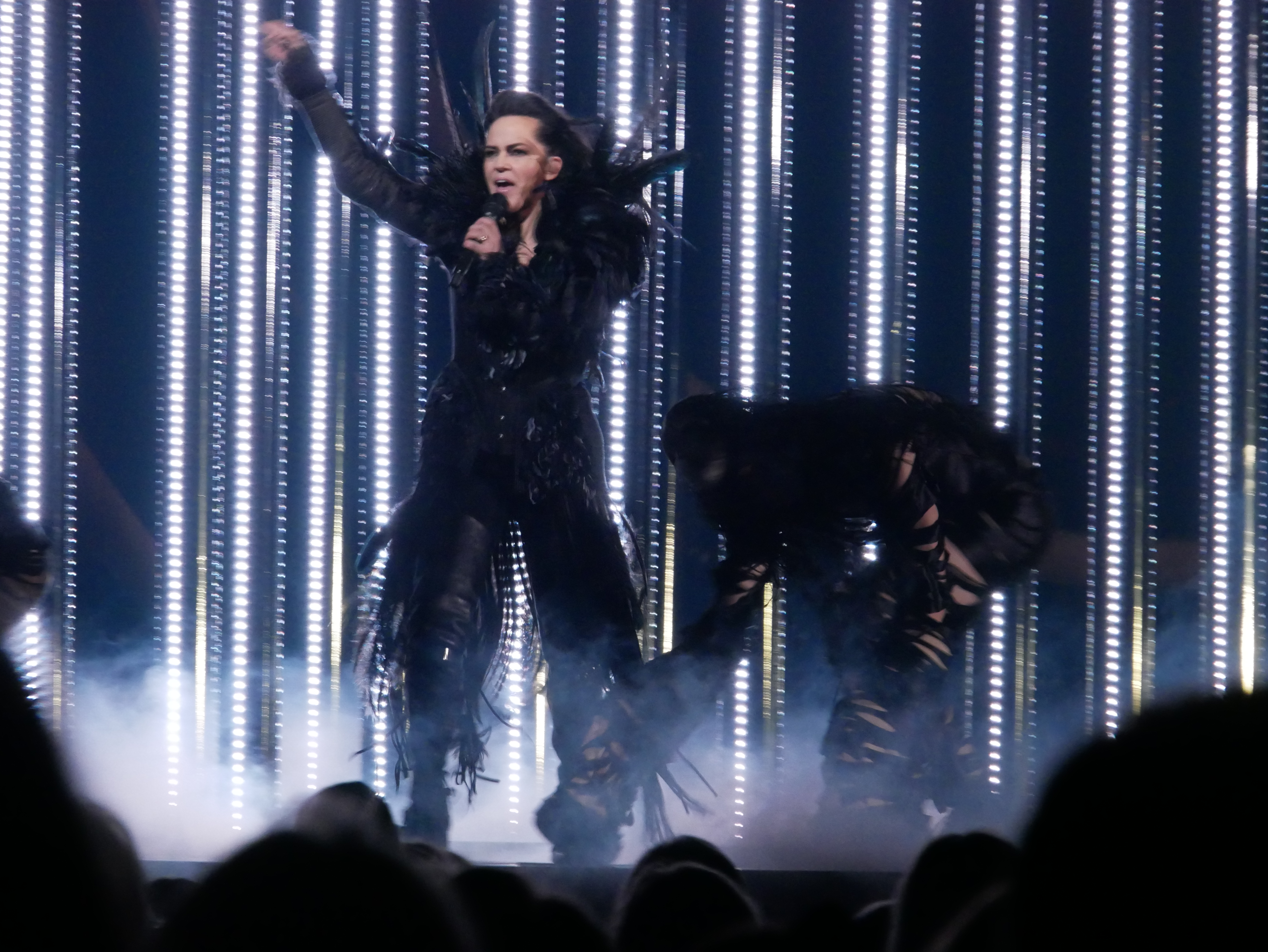
Pagan Fury - Stormbringer
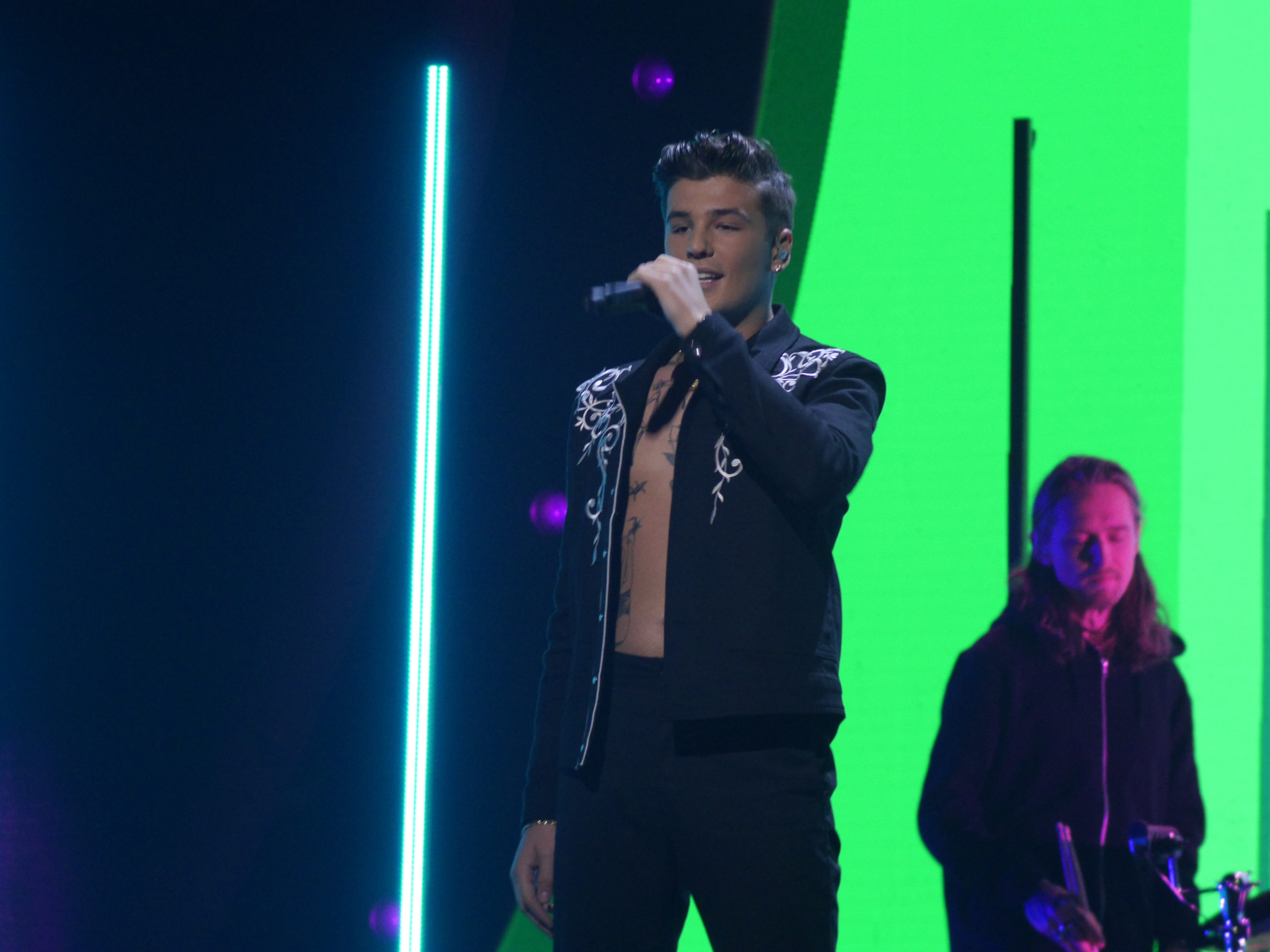
Anton Hagman - Känner dig
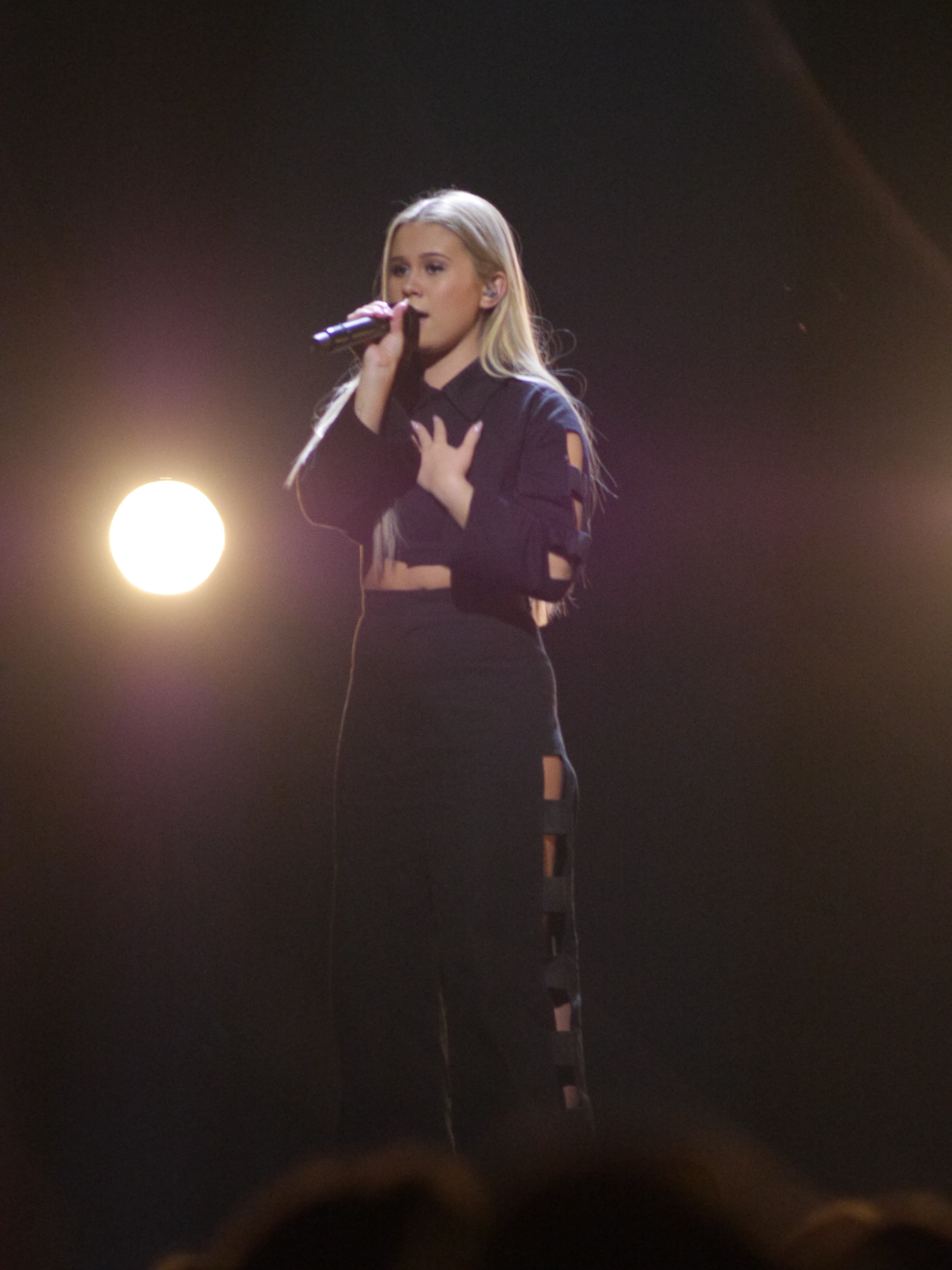
Lisa Ajax - Torn
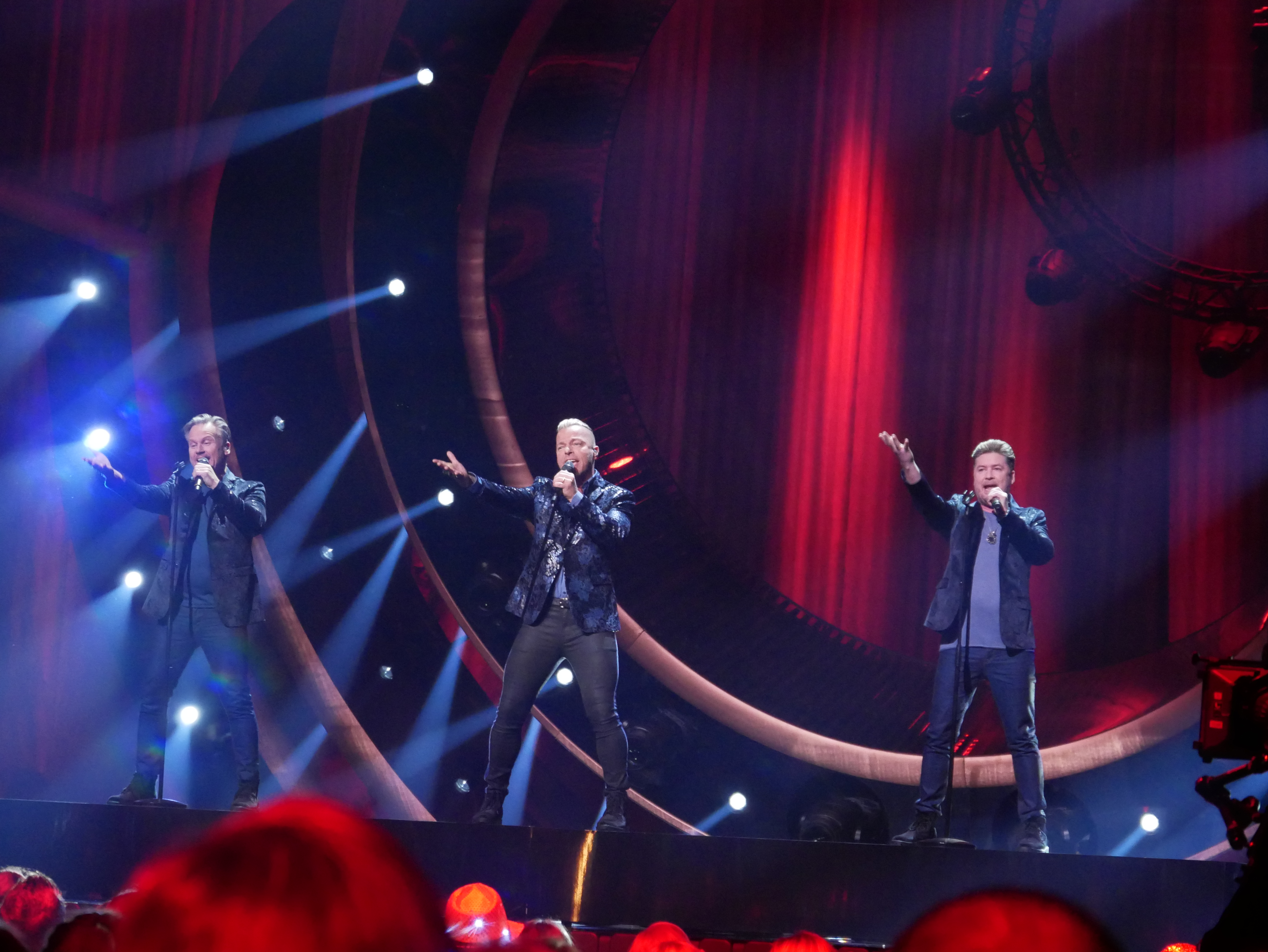
Arvingarna - I Do
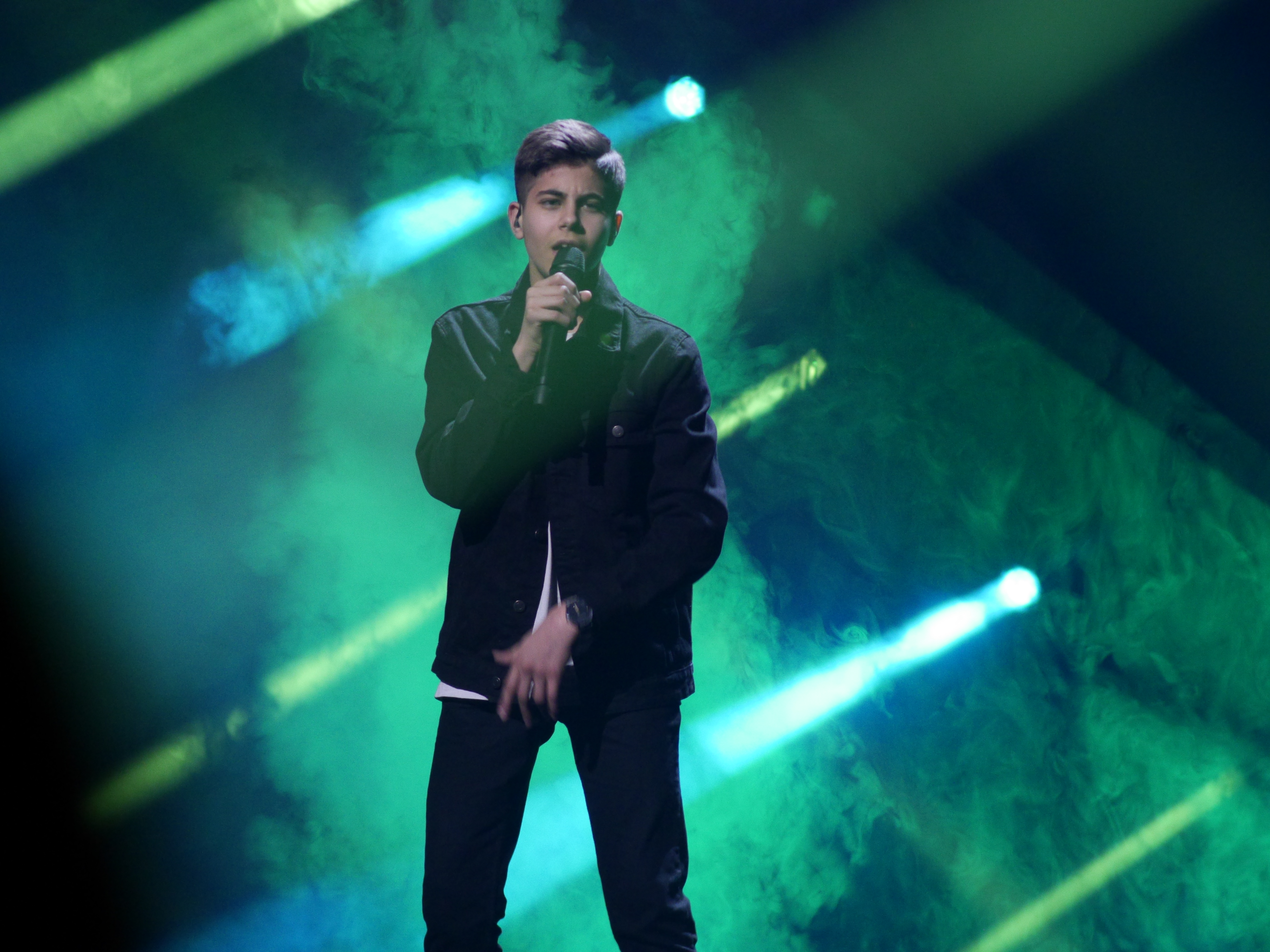
Bishara - On My Own
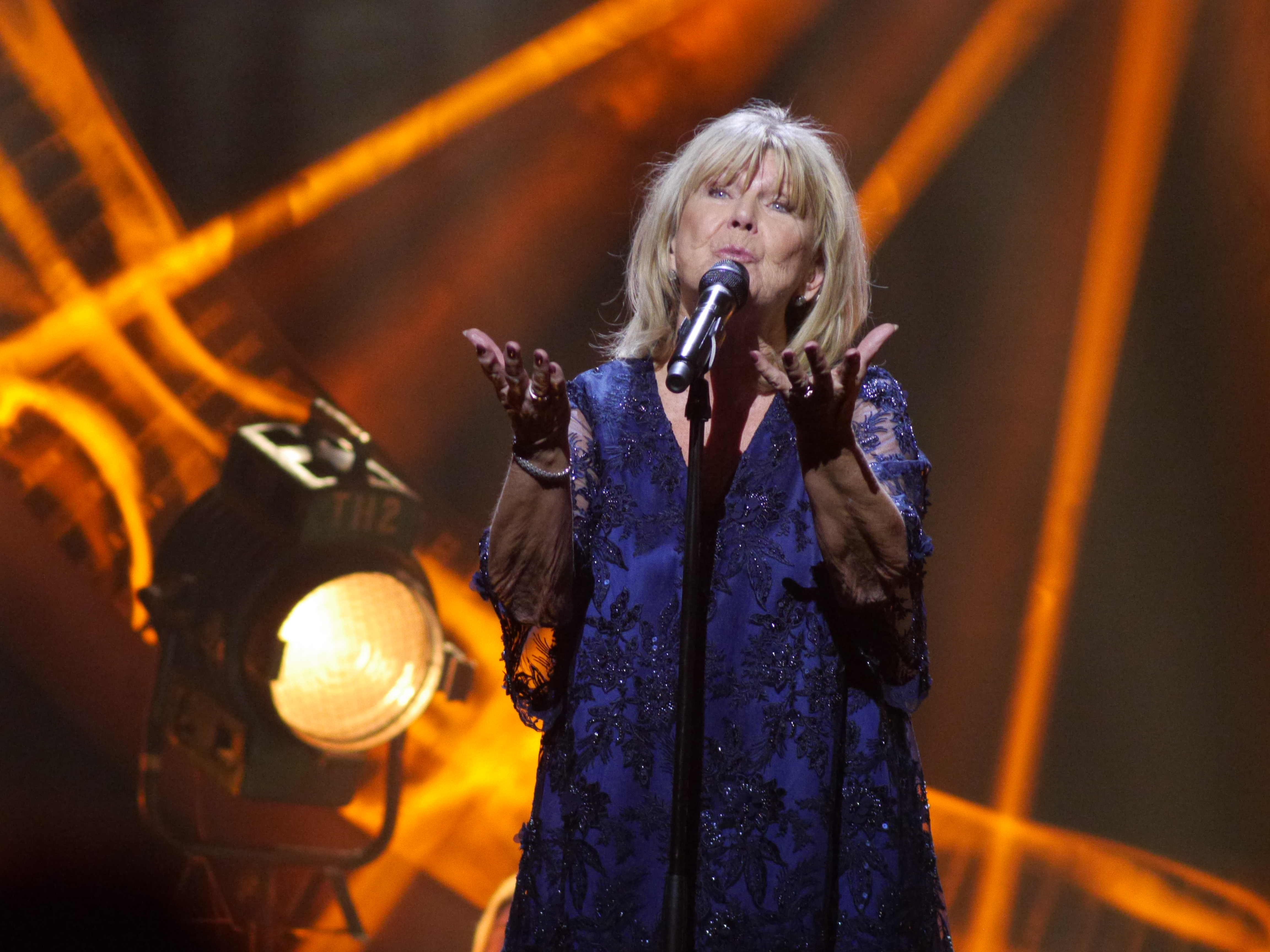
Ann-Louise Hansson - Kärleken finns kvar
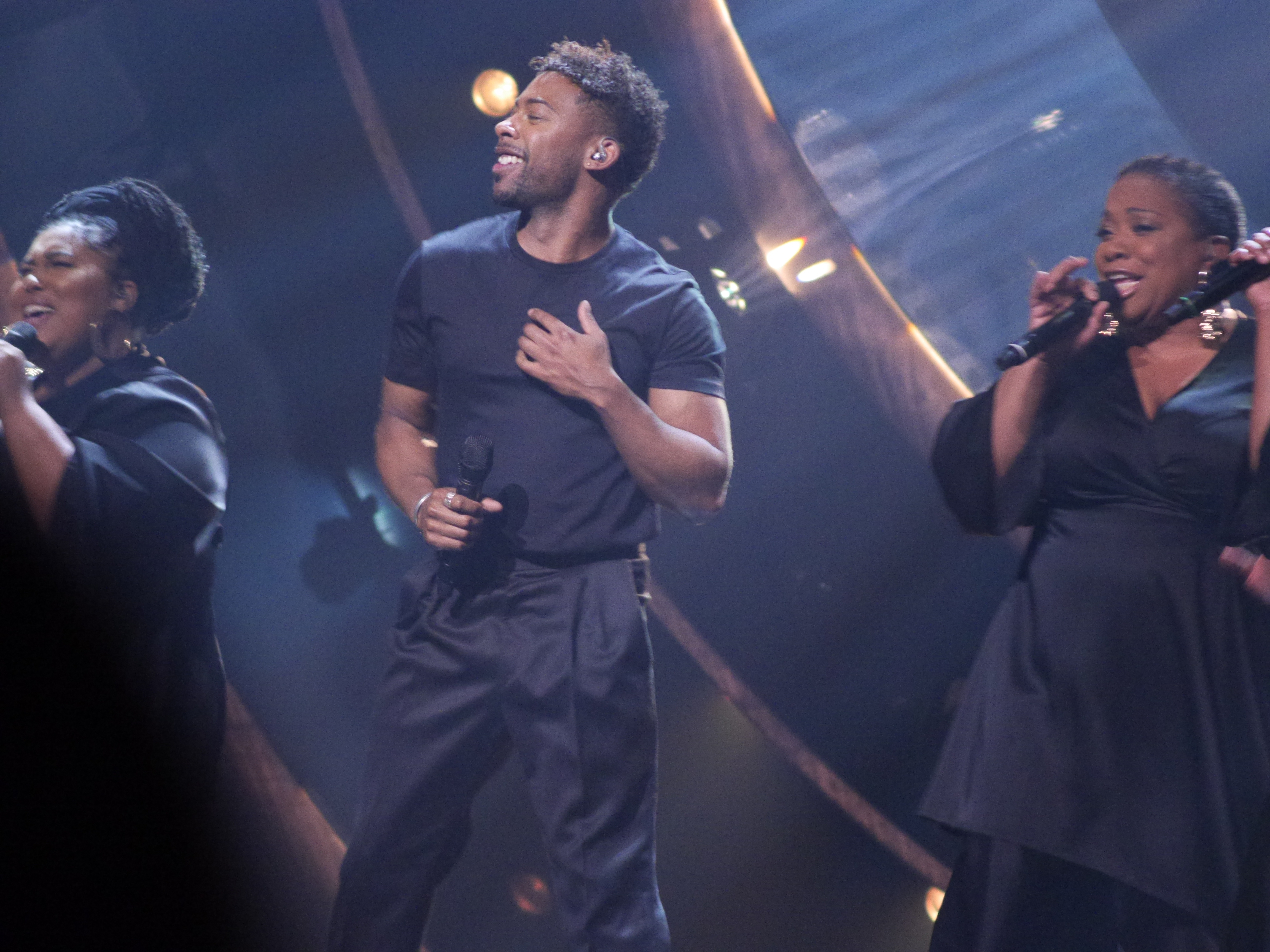
John Lundvik - Too Late for Love

## Andra Chansen: Nyköping
Andra chansen sändes från Nyköpings Arenor, Rosvalla i Nyköping den 2 mars 2019.

### Startfältet
Vilka bidrag som möttes i respektive duell avgjordes helt och hållet av SVT själva. Startfältet redovisas i första hand efter deltävlingsordningen och i andra hand i bokstavsordning efter bidragstitel.
| Artist           | Bidrag            | Text (t) & Musik (m)                                                                                           | Duell | Anmärkning |
| ---------------- | ----------------- | --- | ----- | ---------- |
| Anna Bergendahl  | Ashes to Ashes    | Thomas G:son (tm), Bobby Ljunggren (tm), Erik Bernholm (tm), Anna Bergendahl (tm)                              | 1     | Till final |
| Nano             | Chasing Rivers    | Lise Cabble (tm), Linnea Deb (tm), Joy Deb (tm), Thomas G:son (tm), Nano Omar (tm)                             | 2     | Till final |
| Andreas Johnson  | Army of Us        | Andreas Johnson (tm), Jimmy Jansson (tm), Sara Ryan (tm), Andreas "Stone" Johansson (tm), Sebastian Thott (tm) | 1     | Utslagen   |
| Vlad Reiser      | Nakna i regnet    | Lukas Nathansson (tm), John Hårleman (tm), Vlad Reiser (tm), Chris Enberg (tm)                                 | 2     | Utslagen   |
| Martin Stenmarck | Låt skiten brinna | Uno Svenningsson (tm), Tim Larsson (tm), Tobias Lundgren (tm)                                                  | 3     | Utslagen   |
| Rebecka Karlsson | Who I Am          | Rebecka Karlsson (tm), Anderz Wrethov (tm), Henric Pierroff (tm)                                               | 4     | Utslagen   |
| Arvingarna       | I Do              | Nanne Grönvall (tm), Mikael Karlsson (tm), Casper Janebrink (tm), Thomas "Plec" Johansson (tm)                 | 4     | Till final |
| Lisa Ajax        | Torn              | Isa Molin (tm)                                                                                                 | 3     | Till final |

#### Dueller
Totala poäng från åldersgrupperna står inom parentes.
|  | Dueller    | Dueller                            | Dueller             |            |                            | Till final                     | Till final | Till final |  |
|  |            |                                    |                     |            |                            |                                |            |            |  |
|  |            |                                    |                     |            |                            |                                |            |            |  |
|  | Deltävl. 2 | Army of Us Andreas Johnson         | 693 105 (0)         |            |                            |                                |            |            |  |
|  | Deltävl. 2 | Army of Us Andreas Johnson         | 693 105 (0)         |            |                            |                                |            |            |  |
|  | Deltävl. 1 | Ashes To Ashes Anna Bergendahl     | 1 174 531 (8)       |            |                            |                                |            |            |  |
|  | Deltävl. 1 | Ashes To Ashes Anna Bergendahl     | 1 174 531 (8)       |            | Deltävl. 1                 | Ashes To Ashes Anna Bergendahl | Till final |            |  |
|  |            |                                    |                     |            | Deltävl. 1                 | Ashes To Ashes Anna Bergendahl | Till final |            |  |
|  |            | Deltävl. 1                         | Chasing Rivers Nano | Till final |                            |                                |            |            |  |
|  | Deltävl. 2 | Deltävl. 1                         | Chasing Rivers Nano | Till final | Nakna i regnet Vlad Reiser | 713 742 (1)                    |            |            |  |
|  | Deltävl. 2 |                                    |                     |            | Nakna i regnet Vlad Reiser | 713 742 (1)                    |            |            |  |
|  | Deltävl. 1 | Chasing Rivers Nano                | 1 147 998 (7)       |            |                            |                                |            |            |  |
|  | Deltävl. 1 | Chasing Rivers Nano                | 1 147 998 (7)       |            |                            |                                |            |            |  |
|  |            |                                    |                     |            |                            |                                |            |            |  |
|  |            |                                    |                     |            |                            |                                |            |            |  |
|  | Deltävl. 3 | Låt skiten brinna Martin Stenmarck | 671 850 (1)         |            |                            |                                |            |            |  |
|  | Deltävl. 3 | Låt skiten brinna Martin Stenmarck | 671 850 (1)         |            |                            |                                |            |            |  |
|  | Deltävl. 4 | Torn Lisa Ajax                     | 1 116 086 (7)       |            |                            |                                |            |            |  |
|  | Deltävl. 4 | Torn Lisa Ajax                     | 1 116 086 (7)       |            | Deltävl. 4                 | Torn Lisa Ajax                 | Till final |            |  |
|  |            |                                    |                     |            | Deltävl. 4                 | Torn Lisa Ajax                 | Till final |            |  |
|  |            | Deltävl. 4                         | I Do Arvingarna     | Till final |                            |                                |            |            |  |
|  | Deltävl. 3 | Deltävl. 4                         | I Do Arvingarna     | Till final | Who I Am Rebecka Karlsson  | 793 704 (2)                    |            |            |  |
|  | Deltävl. 3 |                                    |                     |            | Who I Am Rebecka Karlsson  | 793 704 (2)                    |            |            |  |
|  | Deltävl. 4 | I Do Arvingarna                    | 933 069 (6)         |            |                            |                                |            |            |  |

- Telefon- och applikationsröster: 7 244 085 röster[8]
- Till Radiohjälpen: 949 238 kronor (Nytt rekord för andra chansen)[8]
- TV-tittare: 2 691 000 tittare[9]
- Sammanlagt antal röstande: 504 294 enheter[10]

## Finalen: Solna
Finalen sändes från Friends Arena i Solna den 9 mars 2019.

### Startlista
Bidragen listas nedan i startordning.
| Nr | Artist               | Låt                 | Text (t) & Musik (m)                                                                             | Deltävl. |
| -- | -------------------- | ------------------- | ------------------------------------------------------------------------------------------------ | -------- |
| 1  | Jon Henrik Fjällgren | Norrsken (Goeksegh) | Fredrik Kempe (tm), David Kreuger (tm), Niklas Carson Mattsson (tm), Jon Henrik Fjällgren (tm)   | 3        |
| 2  | Lisa Ajax            | Torn                | Isa Molin (tm)                                                                                   | 4+AC     |
| 3  | Mohombi              | Hello               | Alexandru Florin Cotoi (tm), Thomas G:son (tm), Mohombi Moupondo (tm), Linnea Deb (tm)           | 1        |
| 4  | Lina Hedlund         | Victorious          | Melanie Wehbe (tm), Johanna Jansson (tm), Dino Medanhodzic (tm), Richard Edwards (tm)            | 3        |
| 5  | Bishara              | On My Own           | Markus Sepehrmanesh (tm), Benjamin Ingrosso (tm), Robert Habolin (tm)                            | 4        |
| 6  | Anna Bergendahl      | Ashes to Ashes      | Thomas G:son (tm), Bobby Ljunggren (tm), Erik Bernholm (tm), Anna Bergendahl (tm)                | 1+AC     |
| 7  | Nano                 | Chasing Rivers      | Lise Cabble (tm), Linnea Deb (tm), Joy Deb (tm), Thomas G:son (tm), Nano Omar (tm)               | 1+AC     |
| 8  | Hanna Ferm & LIAMOO  | Hold You            | Jimmy Jansson (tm), Fredrik Sonefors (tm), Hanna Ferm (tm), Liam Pablito Cacatian Thomassen (tm) | 2        |
| 9  | Malou Prytz          | I Do Me             | Isa Tengblad (tm), Elvira Anderfjärd (tm), Fanny Arnesson (tm), Adéle Cechal (tm)                | 2        |
| 10 | John Lundvik         | Too Late for Love   | John Lundvik (tm), Anderz Wrethov (tm), Andreas "Stone" Johansson (tm)                           | 4        |
| 11 | Wiktoria             | Not With Me         | Linnea Deb (tm), Joy Deb (tm), Wiktoria Johansson (tm)                                           | 1        |
| 12 | Arvingarna           | I Do                | Nanne Grönvall (tm), Mikael Karlsson (tm), Casper Janebrink (tm), Thomas "Plec" Johansson (tm)   | 4+AC     |

### Poäng och placeringar
| Nr | Bidrag              | POR | AUT | AUS | CYP | FRA | FIN | GBR | ISR | Jury- poäng | Tittarröster | 3-9 | 10-15 | 16-29 | 30-44 | 45-59 | 60-74 | 75+ | Telefon | Andel | Tittar- poäng | Totalt | Plac. |
| -- | ------------------- | --- | --- | --- | --- | --- | --- | --- | --- | ----------- | ------------ | --- | ----- | ----- | ----- | ----- | ----- | --- | ------- | ----- | ------------- | ------ | ----- |
| 1  | Norrsken (Goeksegh) | 1   | -   | 8   | 1   | 1   | -   | 8   | -   | 19          | 1 398 299    | 8   | 4     | 7     | 6     | 5     | 7     | 8   | 10      | 8,9%  | 55            | 74     | 4     |
| 2  | Torn                | 6   | 10  | 2   | 3   | 5   | 6   | 1   | 6   | 39          | 1 164 997    | 7   | 7     | 4     | 2     | -     | -     | 3   | -       | 7,4%  | 23            | 62     | 9     |
| 3  | Hello               | 5   | 2   | 7   | 7   | 2   | -   | 4   | 5   | 32          | 1 349 171    | 10  | 6     | 5     | 8     | 3     | 1     | 5   | 4       | 8,6%  | 42            | 74     | 5     |
| 4  | Victorious          | 3   | 8   | -   | 4   | -   | 4   | 3   | 10  | 32          | 883 187      | 2   | -     | -     | 1     | 2     | 3     | -   | -       | 5,6%  | 8             | 40     | 11    |
| 5  | On My Own           | 7   | 1   | 3   | 6   | 10  | 10  | -   | 1   | 38          | 1 719 337    | 12  | 12    | 10    | 7     | 7     | 5     | 10  | 6       | 10,9% | 69            | 107    | 2     |
| 6  | Ashes to Ashes      | -   | -   | -   | 2   | -   | 5   | 6   | 7   | 20          | 1 143 408    | -   | -     | -     | 5     | 10    | 10    | 4   | 7       | 7,3%  | 36            | 56     | 10    |
| 7  | Chasing Rivers      | 10  | 4   | 10  | 8   | 7   | 2   | 5   | 8   | 54          | 951 266      | 3   | 2     | 1     | -     | 1     | 2     | -   | 1       | 6%    | 10            | 64     | 8     |
| 8  | Hold You            | 8   | 6   | 6   | 5   | 6   | 7   | 7   | 3   | 48          | 1 592 988    | 6   | 10    | 8     | 10    | 8     | 6     | 6   | 5       | 10,1% | 59            | 107    | 3     |
| 9  | I Do Me             | 4   | 5   | 5   | -   | 4   | 1   | 2   | 2   | 23          | 1 010 600    | 4   | 3     | 2     | -     | -     | -     | 1   | 2       | 6,4%  | 12            | 35     | 12    |
| 10 | Too Late for Love   | 12  | 12  | 12  | 12  | 12  | 12  | 12  | 12  | 96          | 2 211 811    | 5   | 8     | 12    | 12    | 12    | 12    | 12  | 12      | 14%   | 85            | 181    | 1     |
| 11 | Not With Me         | 2   | 3   | 1   | 10  | 8   | 8   | -   | 4   | 36          | 1 173 276    | 1   | 5     | 6     | 3     | 4     | 4     | 2   | 3       | 7,4%  | 28            | 64     | 6     |
| 12 | I Do                | -   | 7   | 4   | -   | 3   | 3   | 10  | -   | 27          | 1 159 367    | -   | 1     | 3     | 4     | 6     | 8     | 7   | 8       | 7,4%  | 37            | 64     | 7     |

- Telefon- och applikationsröster: 15 757 707 röster[8]
- Till Radiohjälpen: 4 273 096 kronor[8]
- TV-tittare: 3 614 000 tittare[9]
- Sammanlagt antal röstande: 804 663 enheter[10]

### Juryuppläsare
- Portugal: Carla Bugalho
- Österrike: Marvin Dietmann
- Australien: Paul Clark
- Cypern: Evi Papamichael
- Frankrike: Bruno Berberes
- Finland: Krista Siegfrids
- Storbritannien: Simon Proctor
- Israel: Dana International

## Statistik
Under Melodifestivalen kom det sammanlagt in 50 207 280 röster vilken är en ökning med 19,07% jämfört med 2018. 

### Scenen
- Ringen på scen vägde 1800 kilo och var 6 meter i diameter.
- LED-väggen på scen är 8 gånger 4 meter och har ett pixelavstånd på 2,84 millimeter.
- Under deltävlingarna och andra chansen användes 300 rörliga lampor och under finalen utökas det till 500 rörliga lampor. Det används även 4 följespots. Ljusanläggningen väger sammanlagt 13 ton.
- Sammanlagt används 2259 kablar med en total längd på 21 341 meter. Det används även 416 meter tross.
- Strömförbrukningen är 2000 A, fördelat på 120 säkringar. Detta kan driva 200 villor. Ljusriggen förbrukar 373 290 watt.

### Kameror
- Under turnén används totalt 10 kameror, under finalen i Stockholm utökas det till 11.
- En teleskopkran, med gyrostabiliserat kamerahuvud, med en maximal längd på 14 meter. Under finalen tillkommer en kran för stora översiktsbilder.
- Två steadicam med länk för trådlös bildöverföring.
- En handkamera med länk för trådlös bildöverföring.
- Två huvudkameror på stativ med storoptik för närbild på avstånd.
- Två kameror på pelarstativ för arbete nära scenen.
- En remotestyrd rälskamera som går längst scenens kamerakant.
- En wirekamera som flyger tvärsigenom arenan.

### Bidragen
- 11 av bidragen är rena tjejakter, 14 rena killakter och tre mixade.
- Totalt 42 artister varva 19 kvinnor och 23 män.
- 17 artister debuterar i Melodifestivalen och 25 artister har deltagit tidigare.
- 81 låtskrivare varva 22 kvinnor och 59 män.
- Totalt skickades 2300 bidrag in till tävlingen.
- 10 bidrag har svensk text.